# Helligåndskirken

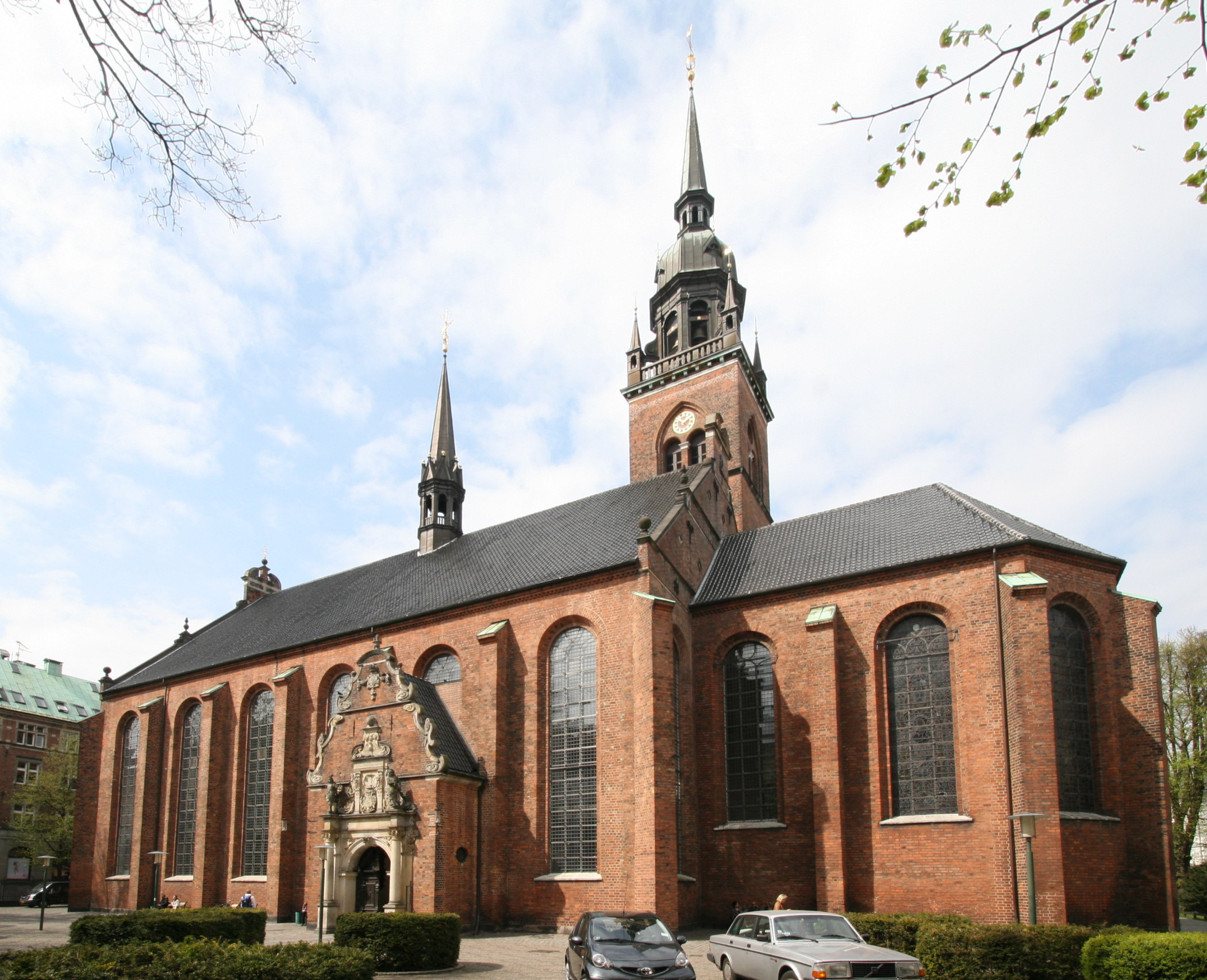
Helligåndskirken

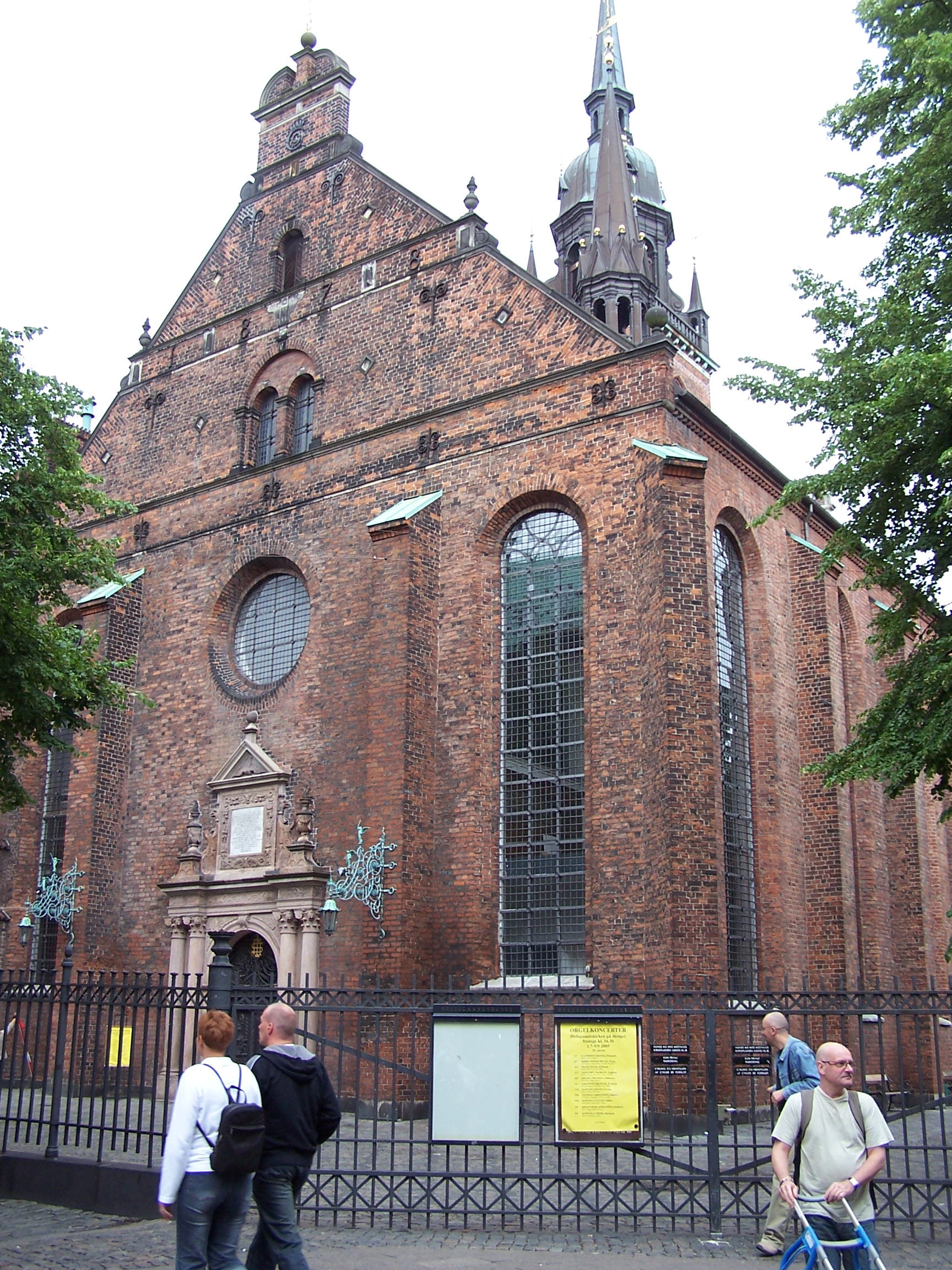
Fassade

Die Heiliggeistkirche (dänisch Helligåndskirken) ist eine lutherische Pfarrkirche im Stadtzentrum von Kopenhagen. Die Helligåndskirken ist der grönländischen Gemeinde Kopenhagens besonders verbunden. Einmal im Monat wird ein Gottesdienst auf Grönländisch gehalten.

## Geschichte
Johannes (Jens) Krag, 1290–1300 Bischof von Roskilde, gründete 1296 ein Heilig-Geist-Spital in Kopenhagen. Die erste sichere Erwähnung einer Kirche an diesem Ort stammt aus dem Jahr 1449, aber aus dem Kopenhagener Kataster von 1377 geht hervor, dass das Grundstück die gleiche Größe hatte wie zur Zeit der Reformation und dass es wahrscheinlich bereits eine Kirche an diesem Ort gab. Dieses Hospital wandelte König Christian I. 1469 in ein Kloster der Hospitaliter vom Heiligen Geist um. Während seiner Romreise 1474 ließ er es vom Papst Sixtus IV. als Kloster des Hospitaliter vom Heiligen Geist anerkennen. Dieser Orden widmete sich besonders der Erziehung und Betreuung von Findel- und Waisenkindern.

### Klosterkirche
Über die Größe der ersten Kirche ist wenig bekannt. Besser dokumentiert sind die Gebäude nach der Erweiterung zum Kloster. Die Klosteranlage bestand aus vier Flügeln um einen Kräutergarten, wobei die Kirche den Südflügel und das heutige Heilig-Geist-Haus den Westflügel bildete. Der Nordflügel ist heute verschwunden und vom Ostflügel sind nur noch einige Mauerreste in der Sakristei/Priesterwohnung nördlich des Chores erhalten.
Die älteste Abbildung der Klosterkirche ist der Kopenhagener Prospekt von Jan van Wijck aus dem Jahr 1611, der eine Kirche mit fast dem gleichen Grundriss wie heute zeigt, aber Untersuchungen der Fundamente in den 1870er Jahren und des Mauerwerks 1928 zeigen, dass die Kirche ursprünglich einen kürzeren Chor, wahrscheinlich nur ein Joch mit einem flachen Giebel, und keinen Turm hatte. Die Kirche stand schon vor der Gründung des Klosters, aber ihr Alter ist schwer zu bestimmen. Sie wird erstmals 1449 erwähnt, ist also älter. Stilistisch könnte es aus dem 14. Jahrhundert stammen, wahrscheinlicher ist jedoch, dass es in der ersten Hälfte des 15. Jahrhunderts stammt.
Es handelte sich um eine Basilika mit einem breiten, hohen, fünfjochigen Langhaus, das im Osten von einem gleich großen Chor abgeschlossen wurde. Zu beiden Seiten des Langhauses befand sich je ein niedrigeres, fünfjochiges Seitenschiff mit Pultdach. Die Außenwände waren durch Strebepfeiler gegliedert, jedes Schiff hatte ein spitzbogiges Fenster. In den Wänden des Langhauses befanden sich ebenfalls Fenster, die über die Dachhöhe der Seitenschiffe hinausragten. Das Dach wurde von einem gotischen Turm gekrönt, der wahrscheinlich so alt wie das Gebäude war und in dem sich wahrscheinlich die Glocken befanden. An der Nordostecke des Chores befand sich ein Treppenturm, der den Zugang zum Dach und zu den Glocken ermöglichte. Im Inneren waren das Hauptschiff und die Seitenschiffe durch längliche, profilierte Pfeiler mit Arkadenbögen voneinander getrennt. Jedes Joch des Langhauses und der Seitenschiffe war mit einem Kreuzgratgewölbe überspannt.
Nach der Gründung des Klosters wurde der Chor der Kirche aus Platzgründen für die Mönche auf drei Joche und den polygonalen Ostabschluss erweitert. Das Gebäude hatte ein höheres Gesims und höhere Fenster als das heutige. Dies wurde bei der Renovierung durch Hermann Baagøe Storck im Jahre 1878 an mehreren Stellen festgestellt und ist noch im Mauerwerk über dem östlichsten Chorfenster zu erkennen.
Die Kirche hatte zwei Portale im südlichen Seitenschiff, eines im westlichen und eines im östlichen Joch. In der Nordwand des Chores wurden Spuren von drei Türen gefunden, die jedoch kaum gleichzeitig in Gebrauch waren. Im Anbau nördlich des Chores sind in Höhe des zweiten Geschosses Spuren einer Tür erkennbar, die in den Chor führte. Der Ostflügel des Klosters muss zweigeschossig gewesen sein, wahrscheinlich mit Schlafräumen oder Zellen für die Mönche im Obergeschoss, von wo aus sie direkten Zugang zur Kirche hatten. Wahrscheinlich gab es eine lange Treppe entlang der Chorwand, die heute nicht mehr existiert. Um 1520 begann man mit dem Bau eines zweiten Turms am östlichen Ende des nördlichen Seitenschiffs, doch bevor dieser seine volle Höhe erreicht hatte, kam die Reformation und das Kloster wurde 1530 geschlossen.
Pfarrkirche 1537-1728

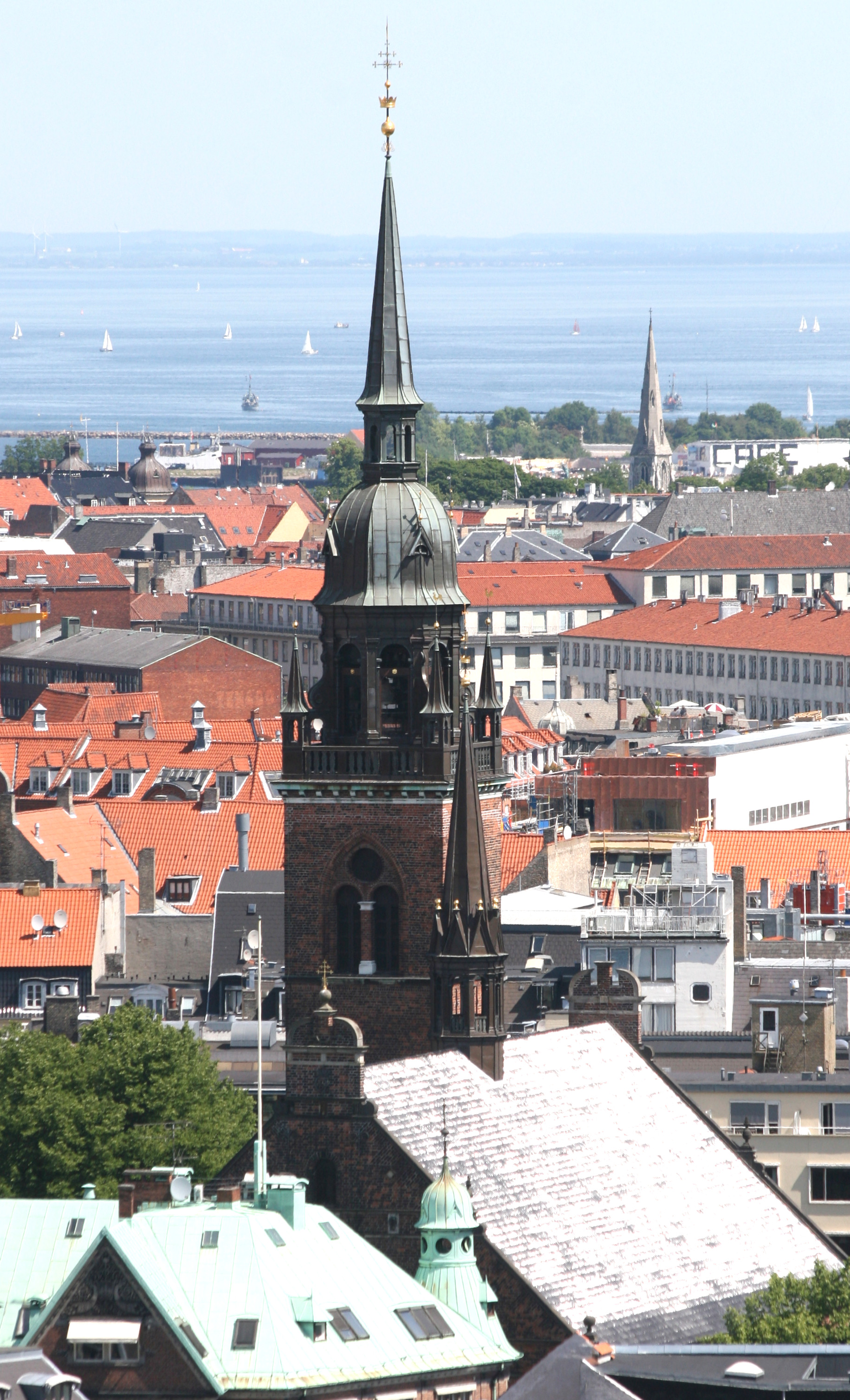
Glockenturm

Nach der Aufhebung des Klosters übernahm die Stadt die Kirche. Sie wurde einer Pfarrei zugeteilt und dient seitdem als Pfarrkirche. In der Fensternische an der Nordseite des Chores ist die Jahreszahl 1538 eingemeißelt, was wahrscheinlich auf den Übergang zur Pfarrkirche hinweist. Die neue Funktion der Kirche führte zu Veränderungen in der Ausstattung, und in den fast 200 Jahren bis zum Brand von 1728 wurden auch am Gebäude verschiedene Veränderungen vorgenommen.
Der Turm
1582 wurde der Turm auf Initiative des Kopenhagener Statthalters Christoffer Valkendorf fertiggestellt. Der Turm wurde nun in Kreuzform gebaut, während er zuvor in Mönchsform errichtet worden war, so dass der Übergang zwischen dem alten und dem neuen Teil im Mauerwerk deutlich sichtbar ist. Der Turm besteht aus acht durch Balken getrennten Stockwerken, von denen das oberste, in dem sich wie heute die Glocken befinden, etwa doppelt so hoch ist wie die anderen. Der alte äußere Treppenturm wurde in den Glockenturm integriert. Gekrönt wurde der Turm von einer Turmspitze, wie sie heute auf der Kirche steht. Der Entwurf der Turmspitze wird dem Stil von Hans van Steenwinckel dem Älteren zugeschrieben.
In der obersten Kugel der Turmspitze war eine vergoldete Kupferplatte mit einer Inschrift eingelassen, die besagt, dass die Turmspitze im August 1594 errichtet wurde. Rund 75 Jahre später meldeten die Kirchenaufseher Schwachstellen in der Holzkonstruktion, und am 10. April 1671 ordnete der König an, den oberen Teil abzutragen. Bevor dies geschehen konnte, stürzte die Turmspitze am 16. August 1671 ein. Der Schaden wurde noch im selben Jahr behoben und eine neue Inschrift zur Erinnerung auf der Kupferplatte angebracht.
Portale

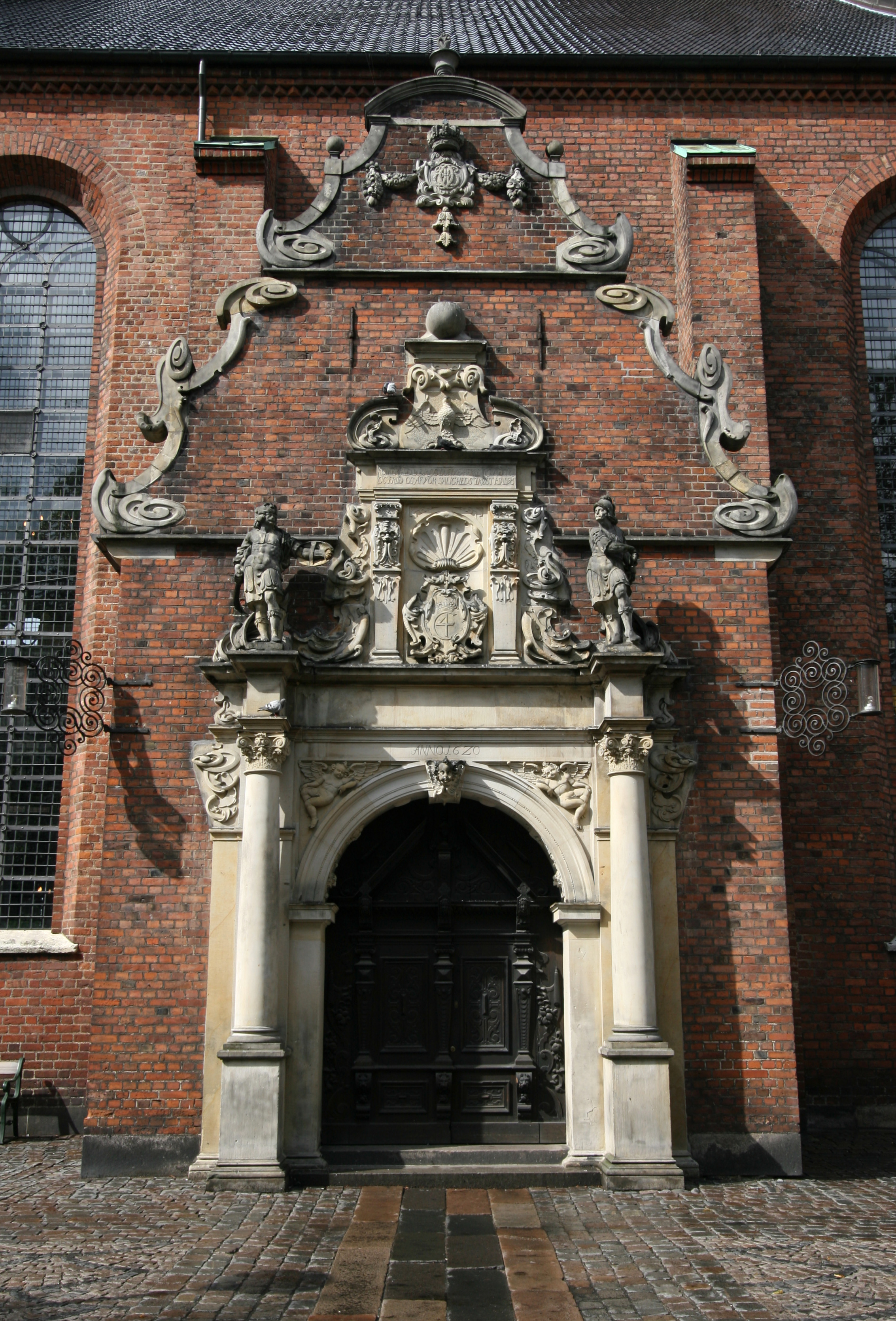
Portal der Vorhalle

Die beiden Südportale der Kirche in den äußersten der damals fünf Joche des Langhauses wurden beide im 17. Das westliche erhielt 1612 durch den Ratsherrn Thomas Lorck ein Sandsteinportal. Es ist nur von Thurahs Darstellung bekannt, da alle anderen Abbildungen den Austausch des Portals in den 1770er Jahren zeigen (Thurah gibt die Südseite der Kirche sowohl in Den Danske Vitruvius von 1746 als auch in Hafnia Hodierna von 1748 im Aufriss wieder, aber es gibt erhebliche Unterschiede zwischen den beiden Darstellungen).
Später wurde eine Vorhalle an das Ostportal angebaut, aber das genaue Datum ist nicht bekannt: Der Eingang ist mit einem Portal und Giebelabdeckungen aus Sandstein versehen; stilistische Unstimmigkeiten lassen vermuten, dass die verschiedenen Teile nicht aus der gleichen Zeit stammen. Das Gesims trägt die Jahreszahl 1620, der Türsturz das Monogramm Christians IV. und barocke Knorpeldetails, die frühestens aus den 1630er Jahren stammen können. Das Monogramm Christians VI. auf dem Giebel stammt von einer viel späteren Renovierung in den 1730er Jahren.
Es ist wahrscheinlich, dass das Portal ursprünglich für die Børsen angefertigt wurde, aber durch Änderungen während des Baus überflüssig wurde. Das Portal lagerte einige Jahrzehnte, bis es für die Kirche bestimmt war und einen modernen Aufsatz erhielt. Das Kirchenschiff ist 8 m breit und 4 m tief und hat ovale Fenster an den Seiten aus dem Jahr 1878.

### Kirchenschiff
Das südliche Seitenschiff wurde um ein Joch nach Osten verlängert, wodurch der Chor auf zwei Joche verkürzt und die Rundung verringert wurde. Die Verlängerung erfolgte um 1650 (und nicht, wie früher angenommen, nach dem Brand von 1728): Unter dem Erker befand sich eine Krypta, deren Geschichte sich bis 1678 zurückverfolgen lässt, als sie sich noch innerhalb der Kirchenmauern befand. Eine Quelle aus dem Jahr 1654 besagt, dass das Taufbecken in diese Ecke verlegt wurde, als das Heilig-Geist-Haus in eine Begräbniskapelle umgewandelt wurde. Schließlich ist die neue Wand nicht mit der Vorhalle verbunden.

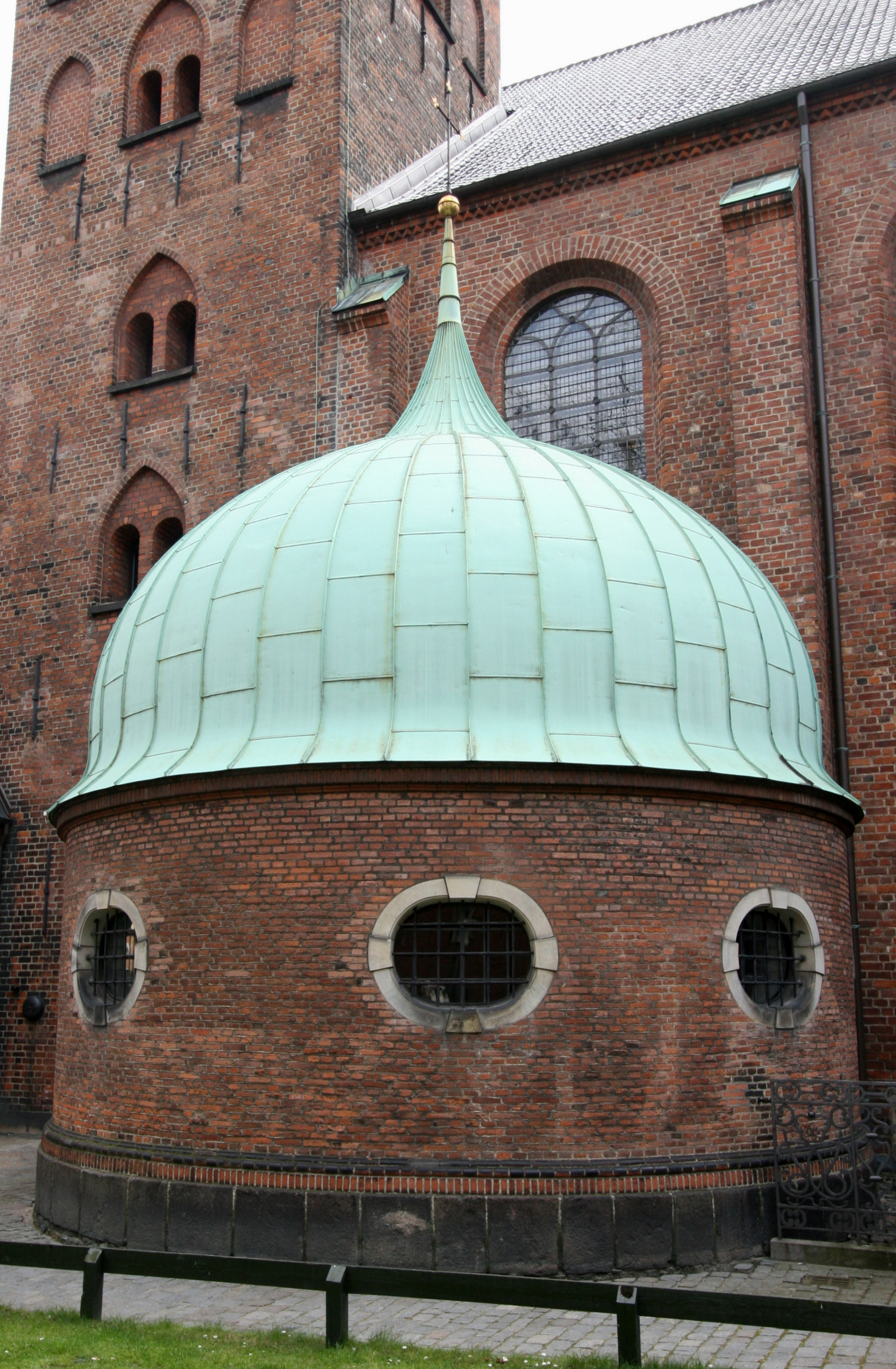
Griffenfeld Kapelle

### Kapellen
Nach der Aufhebung des Klosters gehörte das Heilig-Geist-Haus nicht mehr der Kirche, doch 1650 erwarb sie es zurück, um es als Begräbniskapelle zu nutzen. Die erste Bestattung fand 1652 statt und dauerte bis 1858, als Bestattungen innerhalb der Stadtmauern verboten wurden.
Um 1680 wurde an der Nordostecke des Helligaandshus eine kleinere Grabkapelle für den Ratsherrn Ditmer Bøfke errichtet. Im Jahre 1768 wurde eine ähnliche Kapelle für Hans Christopher Hersleb an der Südseite angebaut, so dass ein Gebäude mit einem gemeinsamen Dach entstand. Beide Kapellen waren 7 × 7 Ellen groß. Sie wurden 1879 abgerissen.
Die jüngste noch erhaltene Erweiterung der Kirche ist die 1672–1673 nach Plänen von Lambert van Haven errichtete Griffenfelder Grabkapelle. Es handelt sich um einen Rundbau mit einem Außendurchmesser von 9 Metern und einem kupfergedeckten Kuppeldach an der Nordseite der Kirche, unmittelbar westlich des Turmes. Der Zugang zur Kapelle erfolgt über das nördliche Seitenschiff, wo sich ein Portal befand, das beim Brand verloren gegangen sein muss. Sein Aussehen ist unbekannt.
Die Kapelle wurde für Griffenfelds 1672 verstorbene Ehefrau Karen Nansen erbaut, die, soweit bekannt, als einzige in der Kapelle beigesetzt wurde. Nach dem Sturz Griffenfelds wurde ihr Sarg in die Vær Kirke überführt.

### Pfarrkirche 1728–1878
Der Kopenhagener Brand von 1728 forderte von der Helligåndskirken einen hohen Tribut. Am Nachmittag des 21. Oktober erreichte das Feuer die Kirche, und gegen 8 Uhr stürzte der Turm ein. Die Gewölbe stürzten in den Altarraum und alles brannte aus. Der damalige Pfarrer, der geldgierige Knud Tommerup, hatte sein Vermögen in die Kirche gesteckt, bevor er selbst fluchtartig die brennende Stadt verließ. Das Vermögen ging in Flammen auf.
Beim Wiederaufbau der Kirche konnten nur Teile der Außenmauer wiederverwendet werden. Der Architekt Johan Cornelius Krieger entwarf einen Plan für den Wiederaufbau, den Friedrich IV. in seinem letzten Lebensjahr genehmigte. Kriegers Gebäude hatte den gleichen Grundriss wie die abgebrannte Kirche, aber während das alte Gebäude die Form einer Basilika mit niedrigen Seitenschiffen und einem gemeinsamen Dachfirst für Schiff und Chor hatte, hatte das neue Gebäude Seitenschiffe mit der gleichen Gesimshöhe wie der Rest des Gebäudes und ein gemeinsames Dach mit dem Schiff. Dieses war höher als das Dach des Chores, das auf der Ostseite, wo sich zuvor ein Giebel befunden hatte, ebenfalls einen Walm aufwies, der um den polygonalen Abschluss des Chores gebogen war.

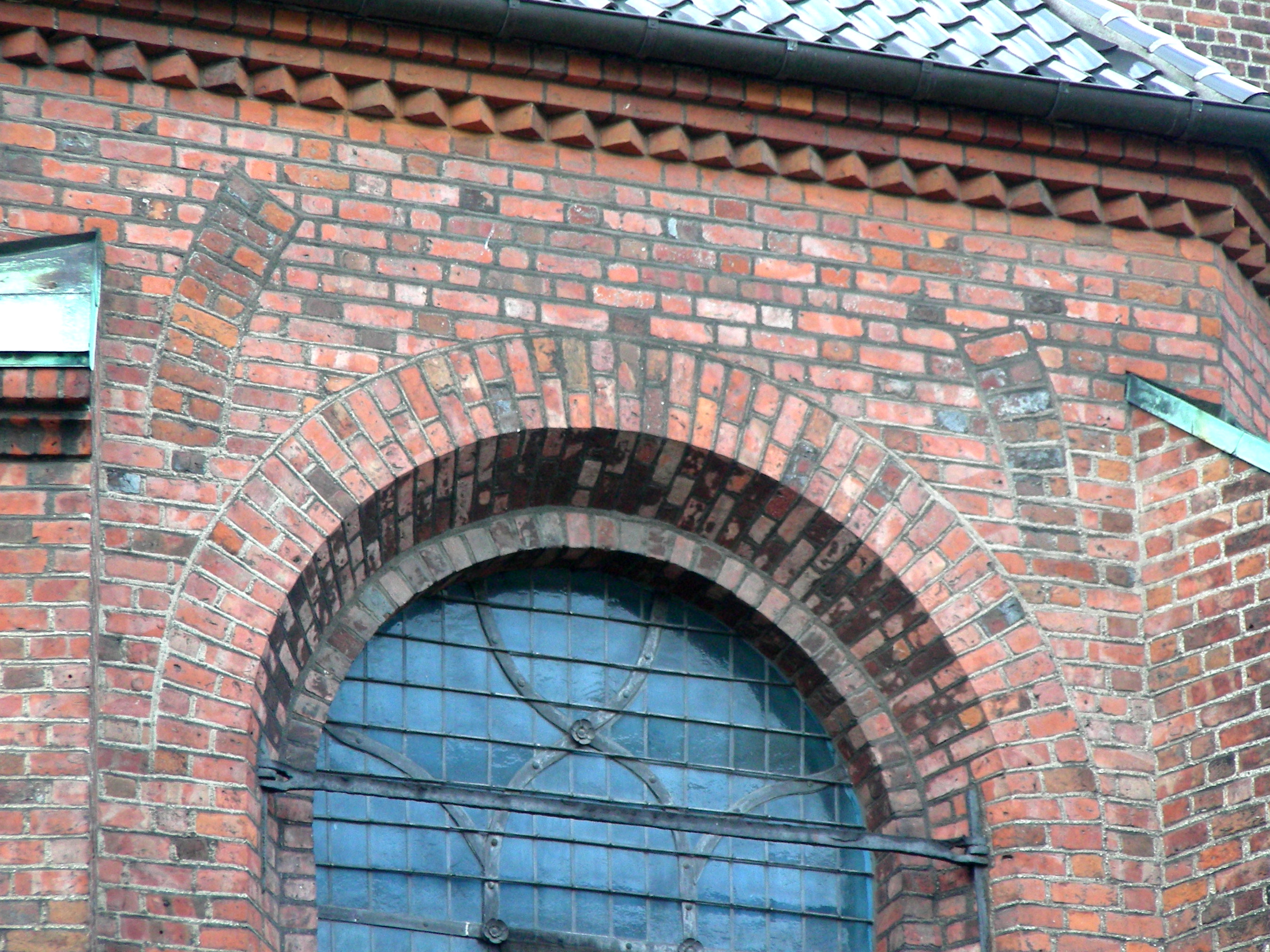
Spuren der früheren Fenster

Die Kirchenvorsteher waren mit Kriegers Entwurf nicht ganz zufrieden. Sie wollten Gewölbe im Kirchenraum anstelle der von Krieger vorgeschlagenen Flachdecke, sie wollten den Dachfirst wiederhaben und sie wollten einen höheren achteckigen Turmhelm anstelle des relativ bescheidenen Abschlusses, den Krieger entworfen hatte. Die Baukommission stimmte dem Bau von Holzgewölben zu (gegen Übernahme der Hälfte der Mehrkosten durch die Kirche), aber ansonsten blieb der genehmigte Plan unverändert.
Die Gesimshöhe von Kriegers Kirche war etwas niedriger als die der mittelalterlichen Kirche. Dies ist an mehreren Stellen erkennbar, am deutlichsten jedoch am östlichen Ende des Chors, wo sich im Mauerwerk über dem heutigen Fenster Reste des alten Fensterbogens befinden. Die Giebel des Langhauses mussten auf die neue Dachhöhe angehoben werden – der Westgiebel erhielt drei Rundbogenfenster. Die Portale auf der Südseite wurden erneuert. Bei dieser Gelegenheit wurde das Monogramm Christians VI. in der Giebelspitze der Vorhalle angebracht. Die Außentreppe zum Turm wurde zugemauert.
Am 30. November 1732 wurde die Kirche wieder eingeweiht. Die einzige nennenswerte äußere Veränderung der Kirche im 18. Jahrhundert war die Erneuerung des Westportals. Es wurde zwischen April und Oktober 1774 gebaut. Der Name des Baumeisters ist nicht bekannt.
In den 1820er und 1840er Jahren wurden Renovierungsarbeiten durchgeführt, die vor allem das Innere betrafen. Das Fenster am östlichen Ende des Chors, hinter dem Altar, wurde zugemauert, aber es ist nicht bekannt, wann dies geschah.

### Leinenbuden

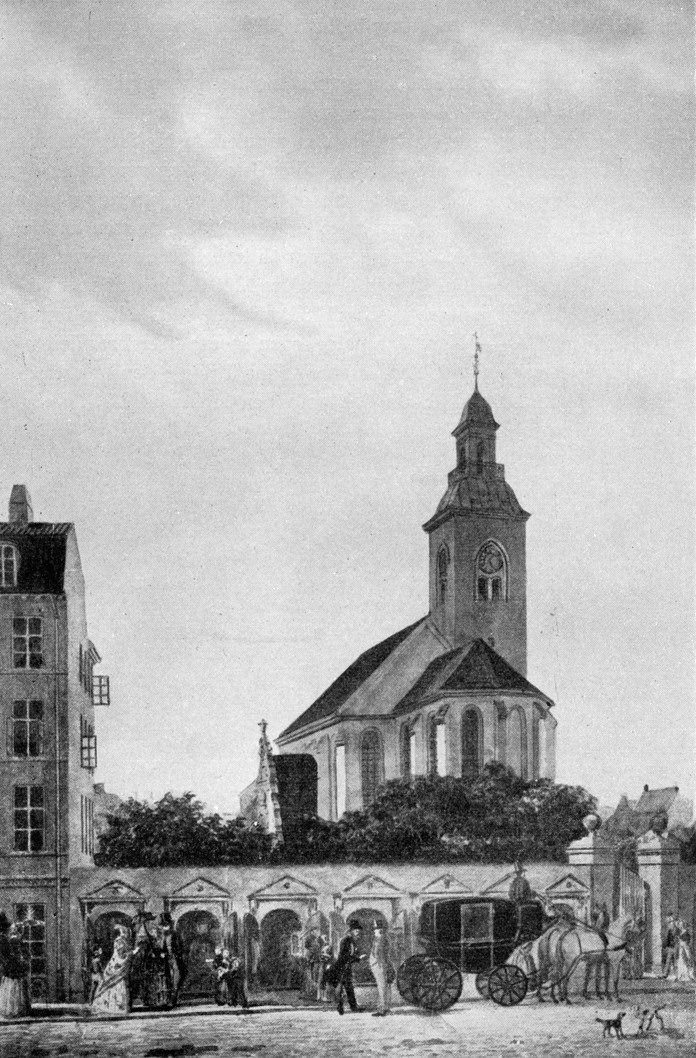
Leinenbuden

Die Leinenbuden waren viele Jahre lang eine gute Einnahmequelle für die Kirche – so gut, dass die Idee in der Trinitatis Kirke kopiert wurde.
1528 genehmigte der Magistrat den Bau von Steinbuden an der Grenze des Friedhofs zum Amagertorv. Es waren nur vier, aber sie waren relativ groß: insgesamt 80 Ellen breit und dreistöckig, wobei die oberen Fachwerkböden über die Grundmauer hinausragten. Die Stände standen zweihundert Jahre lang und überstanden den Brand von 1728, wurden aber 1732 entfernt, als die Straßen (wegen des Brandes) verbreitert werden mussten und die Kirchhofmauer zurückversetzt wurde.
Die Kirche behielt ihr Recht auf die Stände entlang des Friedhofs, aber sie wurden in die Lille Helliggeststræde (heute Niels Hemmingsensgade) verlegt, wo 27 kleine Stände in die Mauer gebaut wurden, sieben südlich und 20 nördlich des Tores. Jeder Stand hatte eine rundbogige Doppeltür, die gleichzeitig als Schaufenster diente. Um Geruchsbelästigungen durch die Verkaufsstände zu vermeiden, erließ die Kirche strenge Vorschriften, was in den Ständen verkauft werden durfte. Weder „Getränke, fette und salzige Speisen“ noch „Hanf und ähnliches Flachsmaterial“ waren erlaubt, sondern nur „Leinentuchzeug und trockene Waren“. Das Hauptprodukt waren Textilien, daher der Name Lærredsboderne, auch Zigarren konnten zu den trockenen Waren gezählt werden.
Um 1797 wurden die einfachen Eingänge zu den Ständen mit einem klassizistischen Giebeldreieck auf Konsolen versehen. Sie wurden wahrscheinlich von dem Stadtbaumeister Peter Meyn entworfen, der einige Jahre später die noch heute genutzten kleinen Buden im Zaun zu Kongens Have an der Kronprinsessegade errichtete. 1856 schlug G.F. Hetsch vor, die Leinenbuden durch einen völlig neuen und größeren Einkaufskomplex zu ersetzen. Er überarbeitete seinen Vorschlag 1861, aber die veranschlagten Baukosten waren dem Magistrat zu hoch, so dass er nicht realisiert wurde. Bei der Umgestaltung durch Storck in den Jahren 1878–80 wurden die Stände abgebaut und die Mauer durch einen Gitterzaun ersetzt.

### Die Pfarrkirche ab 1878

#### Die große Renovierung
Bereits 1872 bereitete der Architekt Hermann Baagøe Storck die großen Reparaturen vor, indem er die Kirche vermaß und Vilhelm Tvede Zeichnungen anfertigte. Erst 1878 legte Storck dem Magistrat seinen Plan für die Reparaturarbeiten vor. Die Arbeiten wurden in den Jahren 1878–1880 durchgeführt und das Gebäude erhielt sein heutiges Aussehen.
Storck ging gründlich vor, kaum ein Teil des Gebäudes blieb unbehandelt. Unter den Wänden wurden neue Granitsockel gesetzt, das Mauerwerk von altem Putz und Farbe befreit und große Teile ersetzt. Das barocke Gesims wurde durch ein einfacheres aus Ziegeln ersetzt und das Dach repariert. Die Fenster wurden ebenfalls repariert und das verblendete Ostfenster im Chor wieder geöffnet. Der Fußboden wurde ausgehoben und die meisten Spuren der Bestattungen entfernt, um einen neuen Heizungsraum zu schaffen.
Das Westportal auf der Südseite wurde zugemauert, das Portal in ein neues Portal im Westgiebel verlegt und mit einem neuen Türsturz mit Inschriftentafel versehen. Der Ostgiebel wurde umgebaut und beide Giebel mit Sandsteinornamenten im Stil der Spätrenaissance verziert. Am Westgiebel wurde die Jahreszahl des Umbaus, 1878, in eisernen Ziffern in Form von Mauerankern angebracht. Das Kirchenschiff wurde erneuert und an den Seiten mit ovalen Fenstern versehen. Die Eisengitter dieser Fenster stammen wahrscheinlich aus den Kapellen des Kräutergartens, die bei dieser Gelegenheit entfernt wurden. An der Nordseite des Turms wurde eine Tür eingebaut. Die Griffenfelder Kapelle, die damals noch Beichtstuhl genannt wurde, erhielt ein neues Kupferdach in Form einer Zwiebelkuppel. Der erhalten gebliebene Teil des alten Ostflügels des Klosters wurde zum Beichtstuhl umgebaut.
Storck erfüllte auch einen alten Wunsch der Kirchenvorsteher aus der Zeit des Wiederaufbaus nach dem Brand, indem er den Valkendorfer Turm nach dem Prospekt von van Wijk aus dem Jahr 1611 so originalgetreu wie möglich rekonstruierte. Auch der Reiterturm wurde wieder in die Mitte des Dachfirstes des Kirchenschiffes gesetzt. Das gusseiserne Gitter um die Laterne auf dem Turm von 1731 wurde verwendet, um einen Teil des Kräutergartens an der Nordseite der Kirche zwischen dem Heilig-Geist-Haus und der Griffenfeld-Kapelle abzugrenzen, wo sich die noch vorhandenen Grabsteine befinden.
Am Himmelfahrtstag 1880 wurde die Kirche wieder eingeweiht.

#### Spätere Veränderungen
Seit der umfassenden Renovierung durch Storck wurden keine wesentlichen Veränderungen am Gebäude vorgenommen. Lediglich in den Jahren 1989–1990 wurden neue Dachziegel verlegt, Pilzschäden an den tragenden Balken der gesamten Dachkonstruktion behoben und Schäden am Turm, an der Turmspitze und an der neuen Kupferverkleidung ausgebessert.

## Kirchengebäude
Die Helligåndskirken sieht heute im Wesentlichen so aus, wie sie bei der Renovierung durch Storck in den 1870er Jahren ausgesehen hat. Die roten Backsteinmauern ruhen auf einem niedrigen Granitsockel und sind durch kupferverkleidete Strebepfeiler in Joche unterteilt, die knapp unter dem einfachen Gesims enden. Jedes Joch hat ein hohes Rundbogenfenster mit Eisenrahmen. Das Langhaus ist sechsjochig, der schmalere Chor zweijochig und wird vom Chorschluss abgeschlossen. Das Schiff ist mit einem Satteldach aus schwarz glasierten Ziegeln gedeckt, das in der Mitte von einem kupferverkleideten gotischen Turmhelm gekrönt wird. Der Chor hat ein eigenes, niedrigeres Dach, ebenfalls aus schwarz glasierten Ziegeln, das abgewalmt ist und sich leicht über den Chorabschluss erhebt.
Die Giebeldreiecke des Chors zeigen dekorative horizontale Bänder und Sandsteindetails im Renaissancestil. Der Westgiebel trägt die Jahreszahl 1878 in Form von Ziegelankern und kleine Rundbogenfenster in zwei Geschossen, mit einem Doppelfenster unten in einem gemeinsamen Rundbogen und einem Einzelfenster darüber. Der Westgiebel ist in drei Joche mit Strebepfeilern unterteilt, die dem Hauptschiff und den Seitenschiffen entsprechen. Die äußeren Erker haben hohe Fenster, während der mittlere Erker mit dem Sandsteinportal geschmückt ist, das sich ursprünglich im westlichen Erker der Südseite befand. Das Portal ist heute der Haupteingang der Kirche. Über dem Portal befindet sich ein rundes Fenster mit Eisenrahmen. Im oberen Teil des Portals befindet sich eine Inschrift mit einer kurzen Zusammenfassung der Geschichte der Kirche bis 1879. Der Westgiebel steht nicht ganz im rechten Winkel zu den Seitenwänden, so dass die Südwand etwas länger ist als die Nordwand. Der Ostgiebel hat auf der Südseite ein hohes Fenster, der Rest wird von Chor und Turm verdeckt.
An der Südseite des Kirchenschiffs befindet sich im zweiten Joch von Osten eine Vorhalle, die mit einem großen Sandsteinportal geschmückt ist. An der Nordseite, die mit dem östlichen Joch der Südseite korrespondiert, erhebt sich der achtgeschossige Glockenturm der Kirche, der von einer kupferverkleideten Rekonstruktion der Valkendorfer Renaissancelaube gekrönt wird. Der Turm hat spitzbogige Öffnungen mit Rundbogenfenstern. An der Nordseite des Chores, der teilweise über den Turm hinausragt, sind die Reste des Ostflügels des Klosters zu einem niedrigen Anbau mit spitzbogigen Fenstern und Türrahmen umgebaut worden. Das Satteldach ist mit schwarz glasierten Ziegeln gedeckt und mit Gauben versehen. Der Anbau wird durch einen Firstgiebel mit hohen spitzbogigen Öffnungen abgeschlossen.

Die Kapelle von Griffenfeld, ein Rundbau mit kupferner Zwiebelkuppel, wurde im zweiten Erker auf der Nordseite gegenüber der Vorhalle angebaut. Der Bau hat ovale Fenster mit Sandsteingewänden und Eisengittern. An der Nordwestecke der Kirche befindet sich das Heilig-Geist-Haus, das etwas mehr als einen Erker überlappt. Der Bereich entlang der Nordwand der Kirche zwischen Kapelle und Heilig-Geist-Haus ist mit einem schmiedeeisernen Zaun eingefriedet, der ursprünglich auf der alten Turmspitze des Kriegerschen Wiederaufbaus stand. Die meisten der noch vorhandenen Grabsteine befinden sich in diesem Zaun.

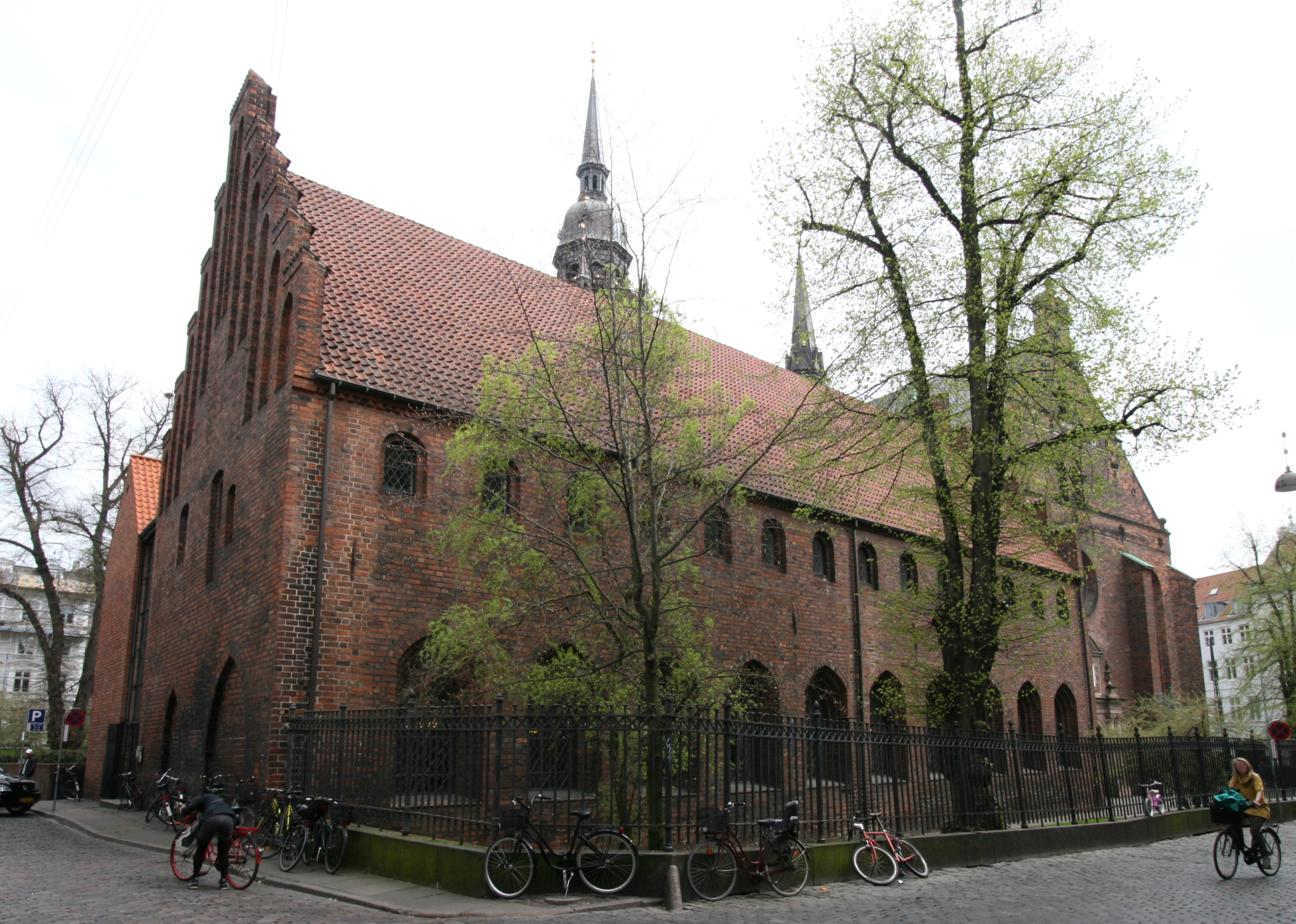
Ansicht von Nordwesten
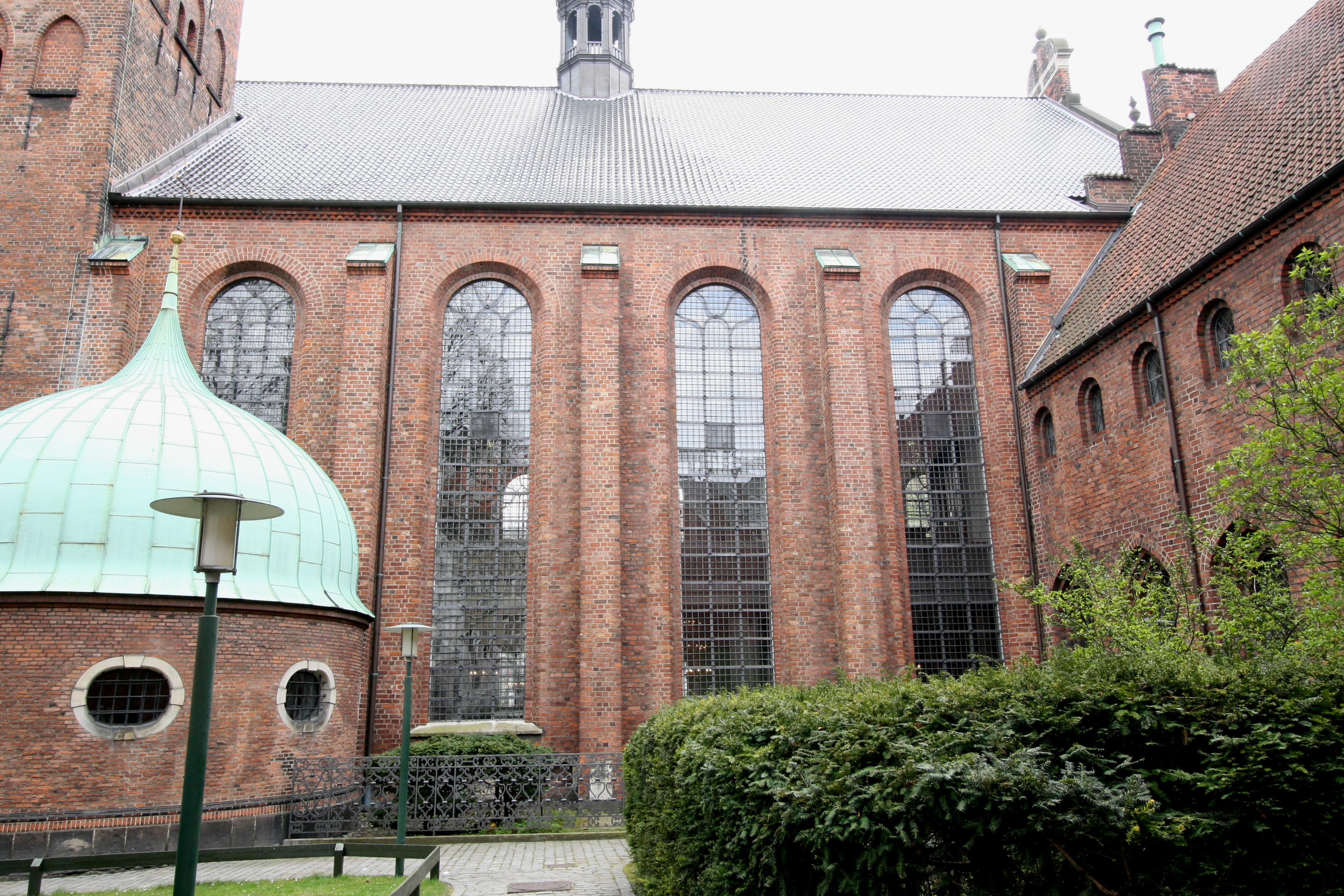
Ansicht von Norden
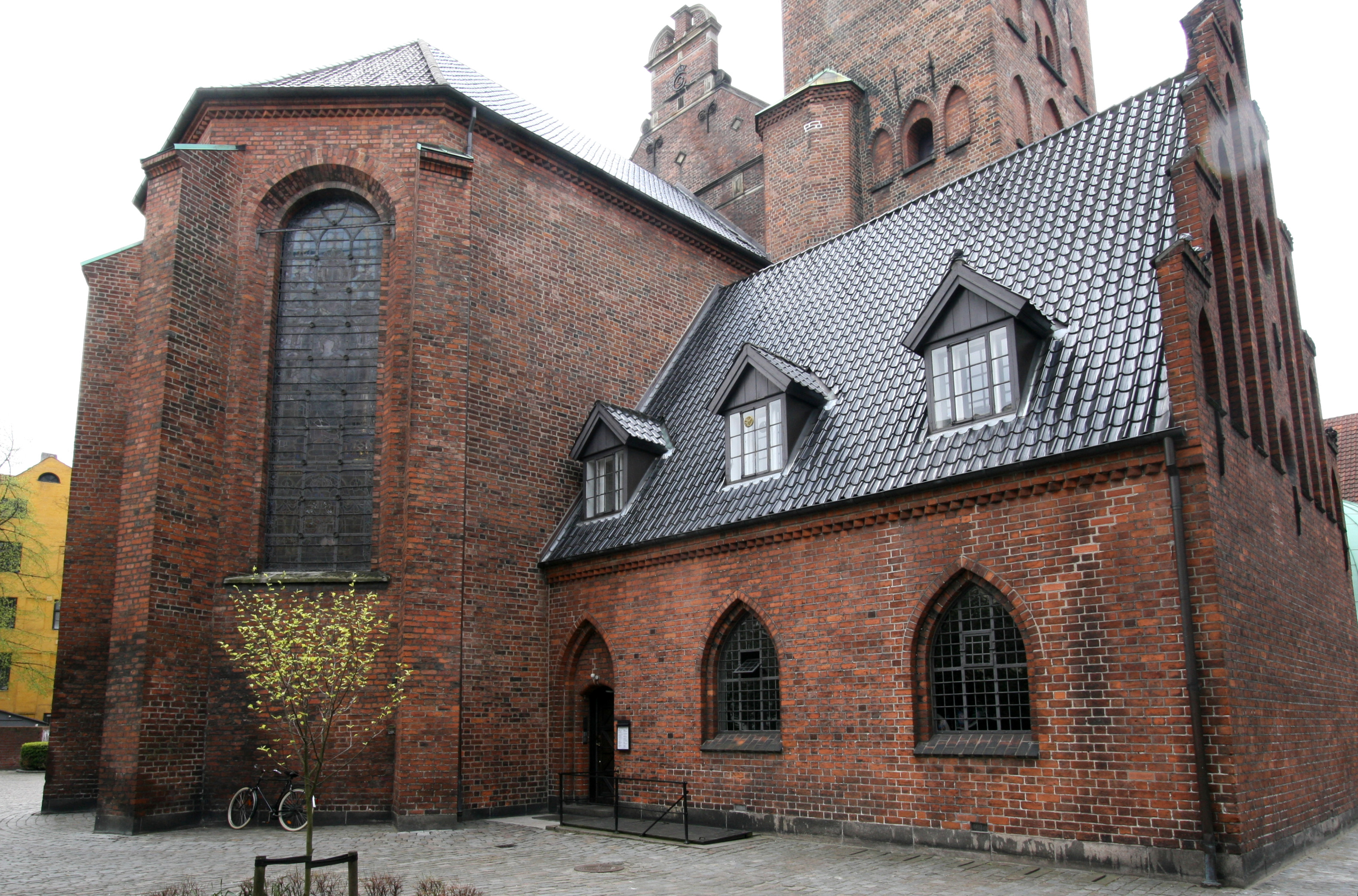
Ansicht von Nordost
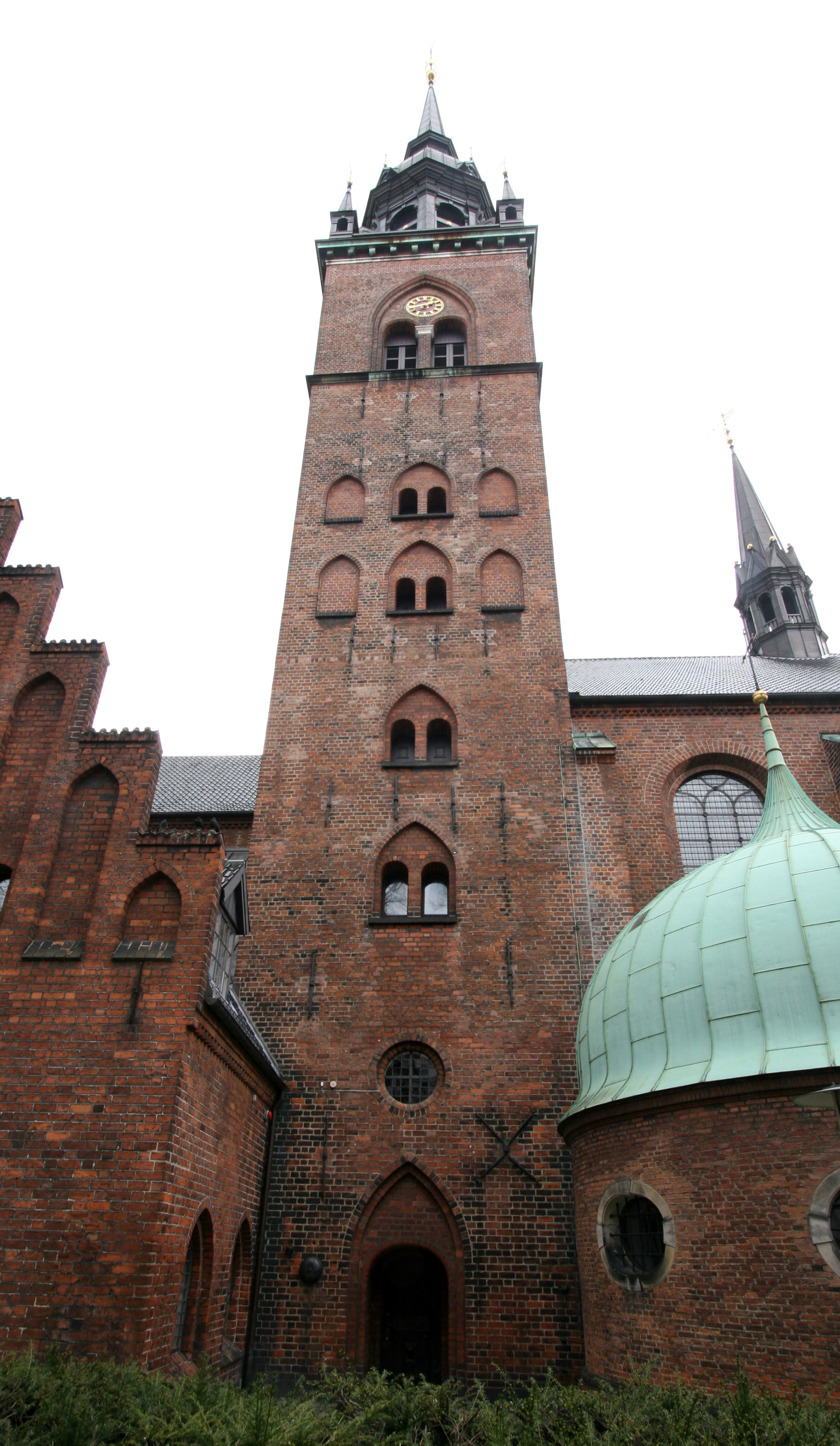
Der Turm der Kirche

## Innenraum
Über das Innere der Kirche vor dem Brand von 1728 ist wenig bekannt. Der Bau hatte die Form einer Basilika mit niedrigen Seitenschiffen und einem hohen Hauptschiff mit Fenstern über den Dächern der Seitenschiffe. Die Seitenschiffe waren vom Hauptschiff durch kräftige Arkadenbögen getrennt, die von oval profilierten Säulen getragen wurden. Die Gewölbe der Seitenschiffe waren wahrscheinlich so niedrig, dass über ihnen Platz für Kanzeln oder zumindest für den Zugang zu Kanzeln war. Es gab geschlossene Sitze für die Adelsfamilien, Epitaphien an den Wänden, und der Boden war mit Grabsteinen bedeckt. Alles ging beim Brand von 1728 verloren.
Heute sind der Innenraum und das Äußere der Kirche im Wesentlichen so, wie Storck sie 1879 verlassen hat. Die größten Veränderungen sind wohl der Einbau der Chororgel und die Erneuerung des Taufsteins. Das westliche Joch des Langhauses ist durch eine Mauer abgetrennt und bildet einen Vorraum und eine Treppe zu den Kanzeln im Westportal unter der Orgel, so dass das Langhaus fünf Joche lang ist – im nördlichen Seitenschiff wegen des Turms nur vier Joche. Der um zwei Stufen erhöhte Chor hat eine Länge von zwei Jochen plus Rundung. Seine Breite entspricht der des Langhauses.
Die Gewölbe, die heute im Hauptschiff und in den Seitenschiffen gleich hoch sind, werden von achteckigen Säulen in zwei Reihen getragen. Die Säulen sind weiß mit einfachen Sockeln und grau gestrichenen Kapitellen mit vergoldeten Details. Sie stehen auf hohen Holzsockeln. Das Mauerwerk ist weiß und die gesamte Holzverkleidung ist überwiegend dunkelbraun mit vergoldeten Details.
Neben dem Eingang an der Westseite kann man auch durch das Vestibül an der Südseite eintreten. Gegenüber dieser Tür auf der Nordseite befindet sich der Eingang zur Griffenfelder Kapelle, die heute als Gebets- und Meditationsraum dient, in dem man am alten Taufstein eine Kerze anzünden kann. Östlich des Kapelleneingangs befindet sich eine Tür zum Turm und in der Nordwand des Chores eine Tür zur Sakristei.

## Ausstattung

### Stühle und Kanzeln
Über das Aussehen der Stühle und Kanzeln vor dem Brand ist wenig bekannt. Nach dem Brand wurden neue Stühle aufgestellt, und man weiß, dass Johs. Weiss dafür geschnitzte Mittelstücke anfertigte, aber auch hier ist nicht bekannt, wie sie aussahen. In den 1730er Jahren werden 96 Stühle erwähnt, die auf Eichengestellen standen, damit sie bei Beerdigungen unter dem Kirchenboden bewegt werden konnten. In den 1770er Jahren wurden an der Oberseite der Rückenlehnen „Spaliere“, d. h. kleine Baluster, angebracht. Als Malling die Kanzel vom dritten Pfeiler an der Westseite der Nordseite an ihren heutigen Standort verlegte, wurde auch das Gestühl neu gestaltet. Das heutige geschlossene Gestühl aus Eichenholz stammt aus dem Jahr 1940 und wurde von Thomas Havning entworfen, wobei jedoch weitgehend die Türen des alten Gestühls verwendet wurden, was darauf schließen lässt, dass sich an der Gestaltung nicht viel geändert hat. In den Seitenschiffen befinden sich zusätzliche dunkelbraune Längsbänke.

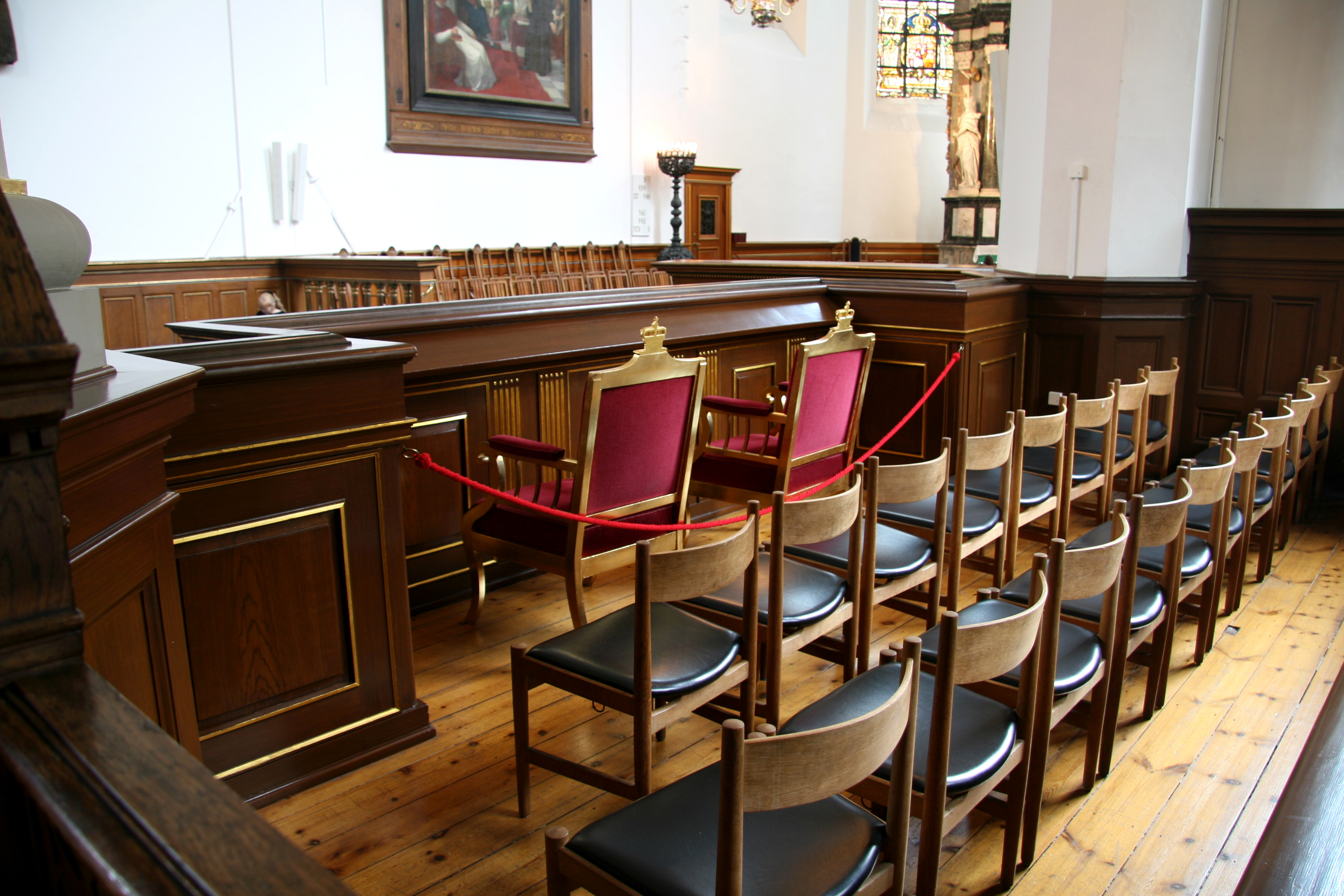
Der Stuhl des Königs

Nach der Reformation gab es verschiedene herrschaftliche Stühle, die als Kanzeln bezeichnet wurden, was wahrscheinlich nur bedeutete, dass sie etwas über dem Boden standen. Griffenfeld hatte eine Kanzel mit Wappen, ebenso Corfitz Ulfeldt und Leonora Christina. Richtige Kanzeln werden erstmals 1706 erwähnt, vielleicht waren sie aber schon länger vorhanden. Wahrscheinlich wurde der Raum über den niedrigen Gewölben der Seitenschiffe für hohe Kanzeln genutzt. Nach dem Brand plädierten die Kirchenvorsteher für eine obere Kanzel mit der Begründung, dass sie den Raum über den „sündigen Gewölben“ verloren hätten. Zunächst erhielten sie nur einstöckige Kanzeln, eine durchgehende an der Südseite und eine zweiteilige zu beiden Seiten der Kanzel an der Nordseite. Erst 1759 wurde an der Südseite eine obere Kanzel angebaut. Eine Zeichnung aus der Zeit zwischen dem Einbau der Kanzel durch Malling 1846 und dem großen Umbau durch Storck 1879 zeigt durchgehende doppelstöckige Kanzeln in beiden Seitenschiffen. Nach dem Umbau durch Storck befinden sich über die gesamte Länge der beiden Seitenschiffe eingeschossige Kanzeln, die der Orgelkanzel ähneln. Sie werden von Holzsäulen im klassizistischen Kompositstil getragen, die neben den achteckigen Pfeilern stehen. In einer der Nischen des südlichen Lesepultes steht heute die Chororgel.
Seit 1878 steht der königliche Stuhl im östlichen Seitenschiff, so wie wir ihn heute sehen, aber auch früher wird ein königlicher Stuhl erwähnt, allerdings ohne Angabe seines Standortes. Es gilt als ziemlich sicher, dass er an der Südkanzel gegenüber der Kanzel (an ihrem früheren Standort) stand.

### Altarbild

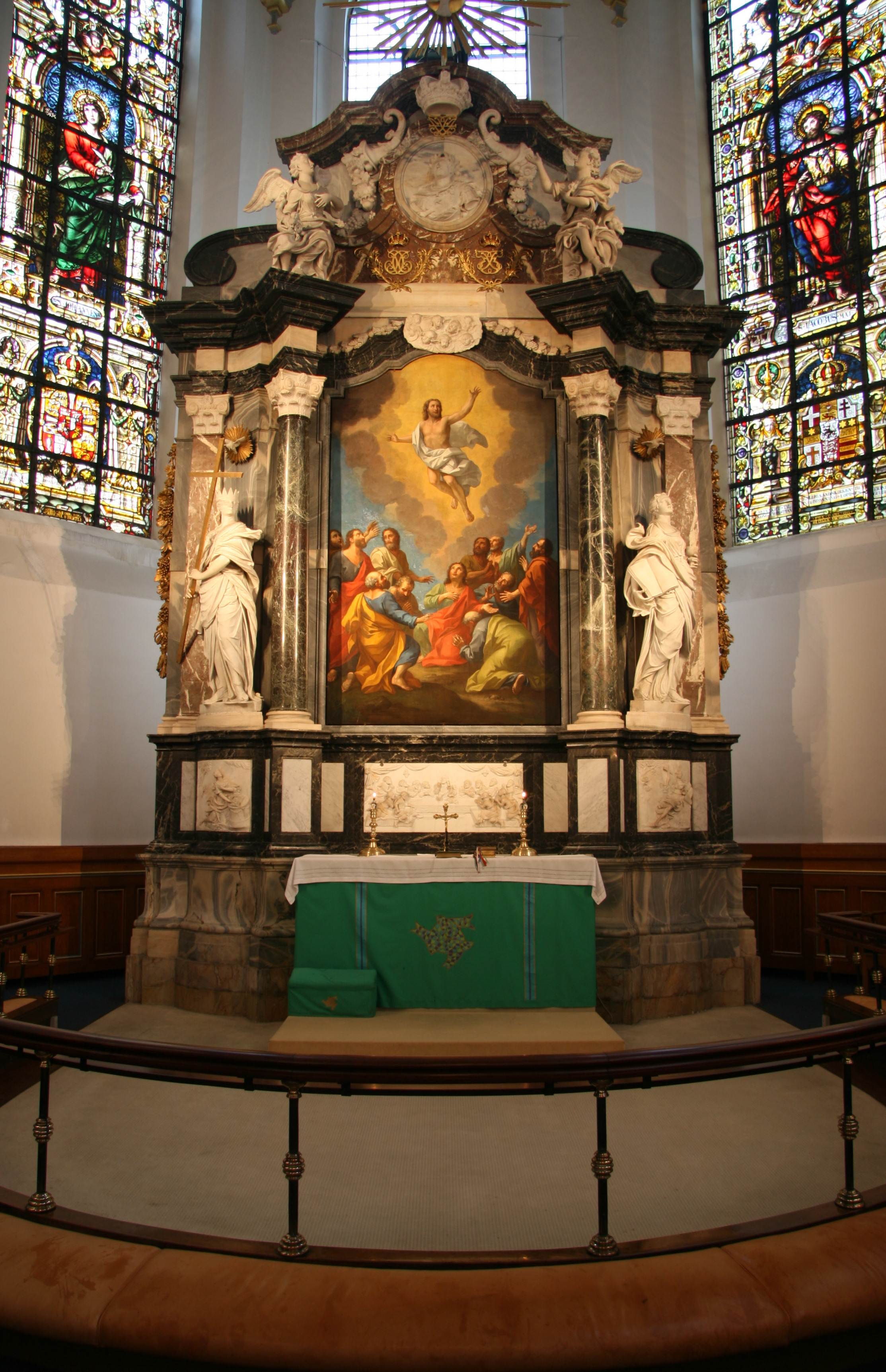
Altar

Über den Altaraufsatz der Kirche vor dem Brand von 1728 ist nichts bekannt. Nach dem Brand sollte Friederich Ehbisch einen neuen Altaraufsatz und eine neue Kanzel anfertigen, wie er es auch für die anderen abgebrannten Kirchen der Stadt getan hatte, aber bevor etwas für die Heiliggeistkirche getan wurde, entschied Christian VI., der Kirche diese Inventarstücke aus der Schlosskirche im Kopenhagener Schloss zu schenken, die abgerissen werden sollte, um Platz für die erste Christiansborg zu schaffen.
Der Altaraufsatz wurde 1727 von Diderik Gercken mit Reliefs und Figuren von Just Wiedewelt geschaffen und ist in seiner architektonischen Struktur deutlich von Tessins Altaraufsatz in der Vor Frelsers Kirke inspiriert. Das Herzstück ist eine Himmelfahrtsszene von Henrik Krock. Der obere Teil zeigt in einem Medaillon das Porträt und das Monogramm Friedrichs IV. Als es 1732 in der Heiliggeistkirche aufgestellt wurde, fügte man unter dem Medaillon das Monogramm Friedrich VI. mit Palmzweigen hinzu. Die Taube des Heiligen Geistes schwebt strahlend über dem Medaillon.
Der König schloss jedoch einige Teile des Altaraufsatzes von der Schenkung aus, da er offensichtlich der Meinung war, dass sie in der neuen Christiansborg verwendet werden könnten. Dabei handelte es sich um die beiden Säulen, die den Mittelteil flankieren, und die beiden Figuren Glaube und Hoffnung an den Außenseiten der Säulen. Der Stuckateur Brenno fertigte einige provisorische Säulen aus Stuckmarmor an, aber in den ersten Jahren blieb die Tafel ohne die beiden Figuren. Erst 1747, als Friedrich V. den Thron bestieg, wurden die letzten Teile der Kirche übergeben und der Altaraufsatz konnte fertiggestellt werden. Bei dieser Gelegenheit wurde das Monogramm Friedrichs V. zu den beiden anderen Figuren im Mittelteil hinzugefügt.
Die Kirche besitzt zwei Altartücher aus der Zeit vor dem Brand. Sie wurden 1806 von der Sankt Nikolai Kirke übernommen, als diese aufgelöst wurde. In einem Inventar von 1727 werden fünf Altartücher erwähnt, von denen vier bei dem Brand verloren gegangen sein müssen. Das fünfte, das 1674 von Peter Griffenfeld gestiftet wurde, hat irgendwie überlebt und wurde 1783 zusammen mit einem ähnlichen Messgewand an eine isländische Kirche verkauft.

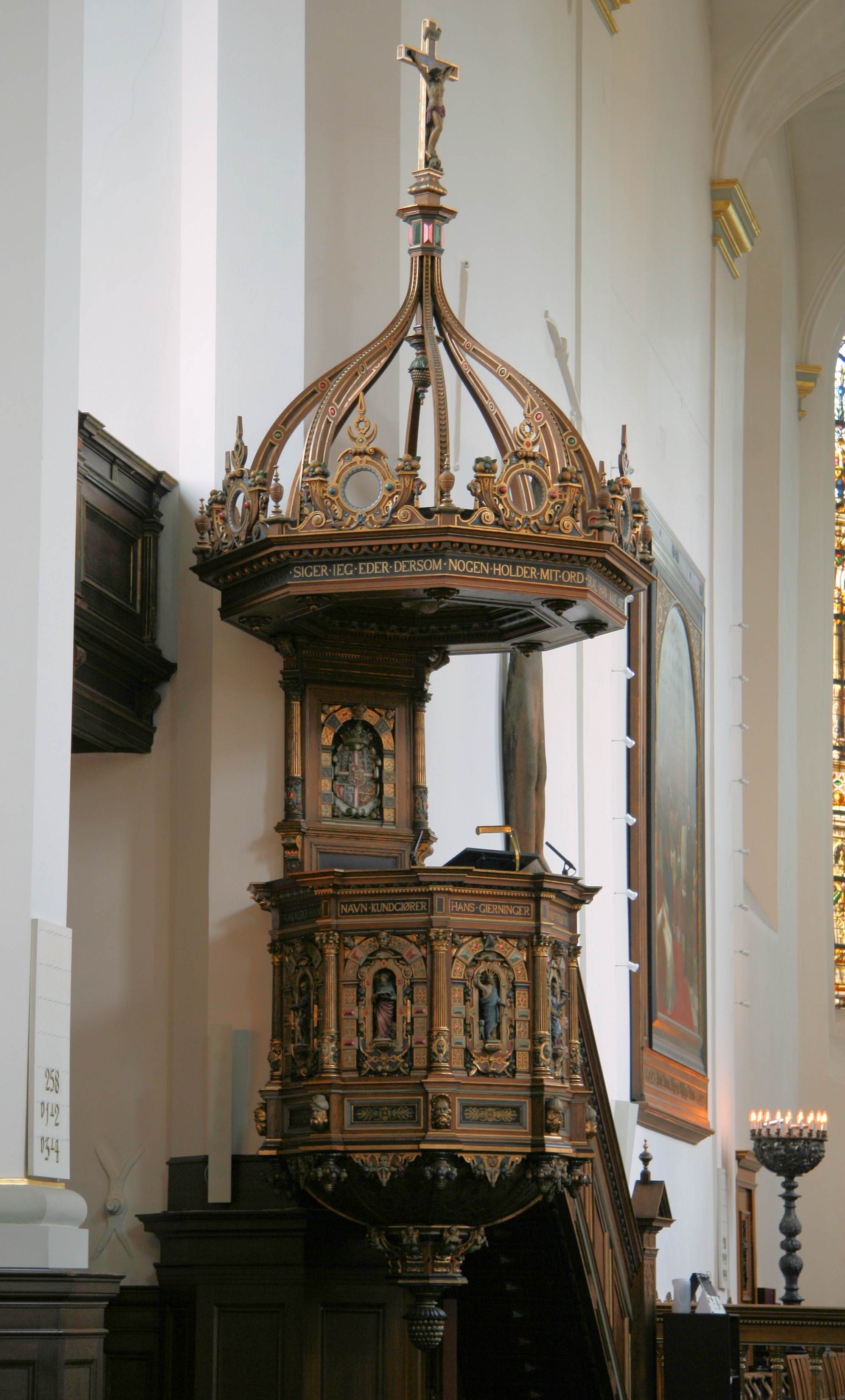
Kanzel

### Kanzel
Vor dem Brand wurde eine Kanzel aus dem frühen 16. Jahrhundert benutzt, die von Adam Bødiker und seiner Frau Wendele von Delden gestiftet worden war. Die Namen der Stifter sollen auf der Kanzel verzeichnet gewesen sein, ansonsten ist nur bekannt, dass die Kanzel später bemalt wurde.
Nach dem Brand erhielt die Kirche die Kanzel aus dem Kopenhagener Schloss. Sie war weitgehend neu – Ehbisch, der sie geschnitzt hatte, schickte im November 1727 eine Rechnung. Ihr Standort in der Schlosskirche war ein anderer als in der Heiliggeistkirche, wo sie auf dem Mittelpfeiler an der Nordseite stand, so dass Ehbisch einen neuen Eingang und einen neuen Sockel für den Korb anfertigen musste. Der Stuhl wurde von J.C. Krüger in Farben marmoriert, die zu den Materialien des Altars passten. Der Stil war barock, mit Massen von Engeln und Putten, die sich in Wolkenformationen tummeln.
1846 wurde eine neue Kanzel im klassizistischen Stil nach einem Entwurf von Peder Malling aufgestellt. Die Kanzel ist auf einer Zeichnung aus der Zeit vor der Renovierung von 1879 zu sehen. Sie befand sich an der gleichen Stelle wie die heutige, an der Südwestecke des Turms. Sie hatte einen sechseckigen Korb und einen weiten, flachen Himmel, der von einem großen, stehenden Engel gekrönt war, ein Werk von C.J. Rosenfalk.
Die Mallinger Kanzel hatte ein kurzes Leben, als Storck sie bei der Renovierung 1879 durch die heutige Kanzel im Renaissancestil nach eigenem Entwurf ersetzte. Die Detailzeichnungen stammen vermutlich von Martin Nyrop, während die Figuren von Herman Wilhelm Bissen modelliert worden sein sollen.

### Taufbecken
Die Klosterkirche brauchte keinen Taufstein, aber als sie nach der Reformation Pfarrkirche wurde, muss sie einen gehabt haben. Der erste erwähnte Taufstein stammt jedoch aus dem Jahre 1609, als er vom Ratsherrn P. A. Randulf gestiftet wurde. Ursprünglich befand es sich am westlichen Ende des nördlichen Seitenschiffs, musste aber 1651 versetzt werden, als die Tür zum Heilig-Geist-Haus wieder geöffnet wurde. Danach wurde er am östlichen Ende des südlichen Seitenschiffs (wo sich heute der königliche Stuhl befindet) in dem angebauten Teil des Kirchenschiffs aufgestellt, der damals neu gewesen sein muss. Der Brunnen ging beim Brand von 1728 verloren.

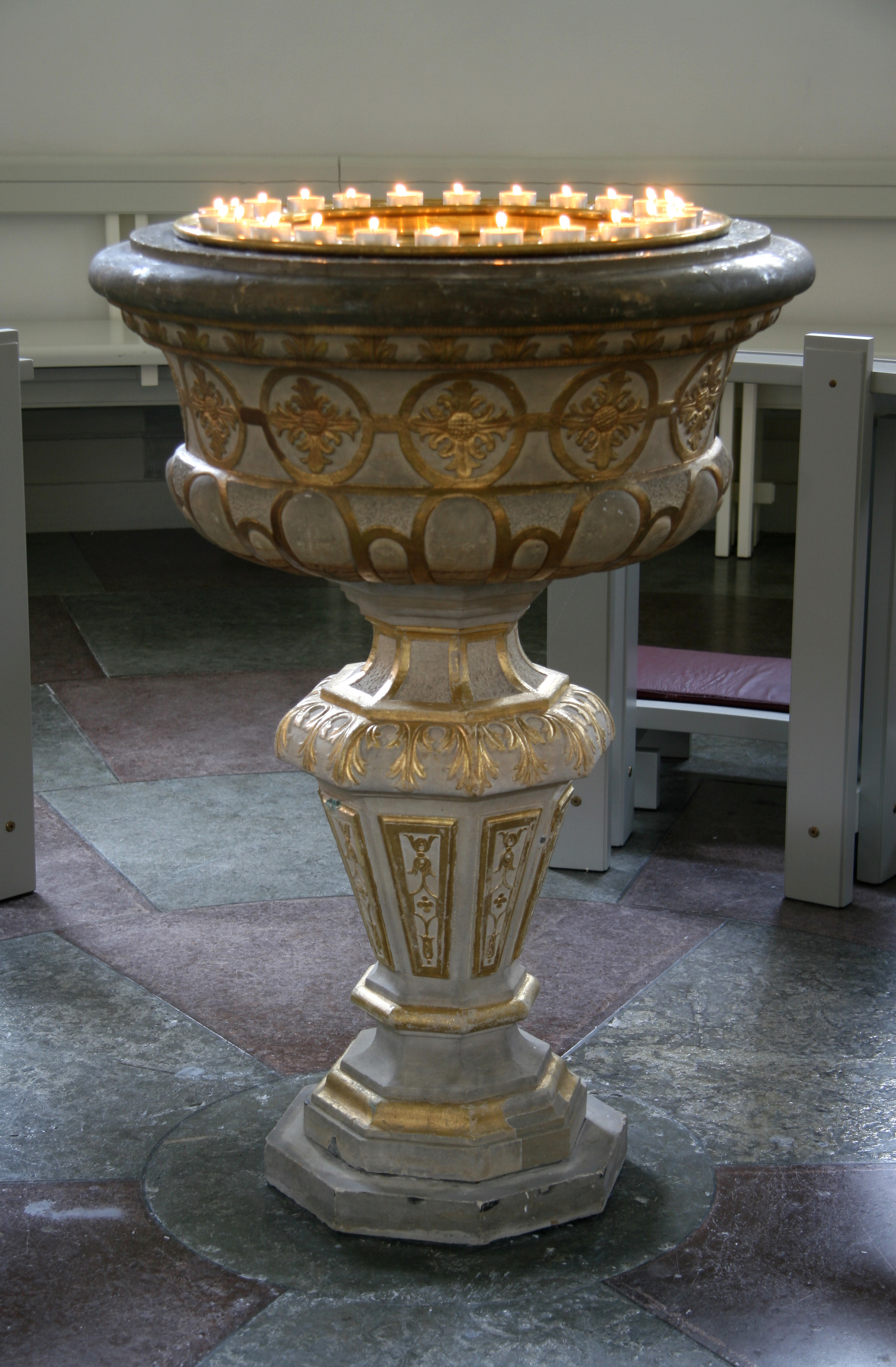
Gerckens Taufbecken

Nach dem Brand meißelte Diderik Gercken ein barockes Sandsteinbecken mit einer breiten Schale auf einem achteckigen Sockel. Der Sandstein war marmoriert und mit vergoldeten Ornamenten verziert. Es befand sich an der gleichen Stelle wie das vorherige, im südlichen Seitenschiff. Er war mit einem Taufbecken aus Eichenholz ausgestattet, das 1746 mit Figuren und einem von Johann Friedrich Hännel aus Lindenholz geschnitzten Taufstein verziert wurde. Er wurde 1846 durch einen Taufstein aus Zinkguss mit vergoldeten Bronzeornamenten ersetzt, der in der Mitte des Chors aufgestellt wurde. Bei der Renovierung durch Storck 1878 wurde es ausrangiert und 1895 der Humlebæk Kirke geschenkt, wo es noch heute in Gebrauch ist. Storck brachte Gerckens Taufbecken zurück in die Kirche, aber nun in den Chor. Dort blieb es bis etwa 1940, als es der Gørslev Kirke geschenkt wurde. Gørslev benutzte das Taufbecken bis 1992, als es dem Dänischen Nationalmuseum übergeben wurde. Seitdem befindet es sich wieder in der Helligåndskirken, wo es einen zentralen Platz in der Mitte der Griffenfeldkapelle einnimmt.
1939 erwarb die Helligåndskirken auf einer Auktion in London das marmorne Taufbecken von Bertel Thorvaldsen, das sie bis heute benutzt. Der Taufstein hat eine ungewöhnliche Geschichte: In den Jahren 1805–15 gab Thorvaldsen ein Taufbecken für die Brahetrolleborg Kirke in Auftrag, das noch heute in der Kirche verwendet wird. Thorvaldsen begann daraufhin mit der Arbeit an einer Kopie, die er Island zum Gedenken an seinen von der Insel stammenden Großvater schenken wollte. Doch bevor er sie fertigstellen konnte, erhielt er 1822 vom zweiten Earl of Caledon den Auftrag für eine weitere Kopie. Thorvaldsen schenkte dem Grafen die Kopie, an der er gerade arbeitete, obwohl die Inschrift auf einer Seite des Brunnens besagt, dass Thorvaldsen ihn 1827 Island schenkte. Später erhielt Island eine zweite Kopie, die sich heute in der Kathedrale von Reykjavík befindet. Die erste Kopie befand sich mehr als hundert Jahre lang im Londoner Anwesen des Grafen, 5 Carlton House Terrace, bis sie 1939 versteigert und von der Heilig-Geist-Kirche erworben wurde. Wie ihre Vorgängerin steht sie in der Mitte des Altarraums.
Das Taufbecken der Kirche stammt aus dem Jahr 1682 und wurde von dem Assessor Hans Nielsen und seiner Frau gestiftet, die in der Krypta unter dem Taufbecken begraben sind.

### Orgel
Über die Orgel der Kirche vor dem Brand ist wenig bekannt, nicht einmal, wo sie sich in der Kirche befand – wahrscheinlich an der Westseite, wie heute. Im Jahre 1662 stiftete Bürgermeister Hans Nansen der Kirche 100 rdl, u. a. zur Verbesserung der Orgel.
Nach dem Brand baute Lambert Daniel Kastens die neue Orgel, wie er es auch in anderen abgebrannten Kirchen der Stadt tat. Im Oktober 1733 war das Instrument fertiggestellt. Der Prospekt bestand zunächst aus unbehandeltem Holz, musste aber 1749 wegen Wurmbefalls ausgebessert werden. Danach wurde der Prospekt in den Farben der damaligen Kanzel und des Altars bemalt. Die Schnitzereien wurden vergoldet und die übrigen Holzarbeiten marmoriert. Bei dieser Gelegenheit wurde auch das Uhrwerk überprüft und repariert. In den Jahren 1766–1767 wurde die Orgel einer größeren Reparatur unterzogen, und während ihres restlichen Lebens bis 1876 wurde sie mindestens viermal repariert.
1879 baute Knud Olsen eine neue Orgel für die Kirche, und während der großen Renovierung 1878–1880 erhielt die Kirche eine neue Fassade, die von Storck entworfen und von dem Bildhauer H.C. Berg im gleichen Renaissancestil geschnitzt wurde wie die übrige neue Einrichtung. Die Orgel hatte 40 Stimmen auf drei Manualen und Pedal. Storcks Prospekt zeigt ein rückwärtiges Positiv, das jedoch nur eine Attrappe war. Die Orgel wurde 1935 von Marcussen umgebaut, aber Einzelheiten sind nicht bekannt.

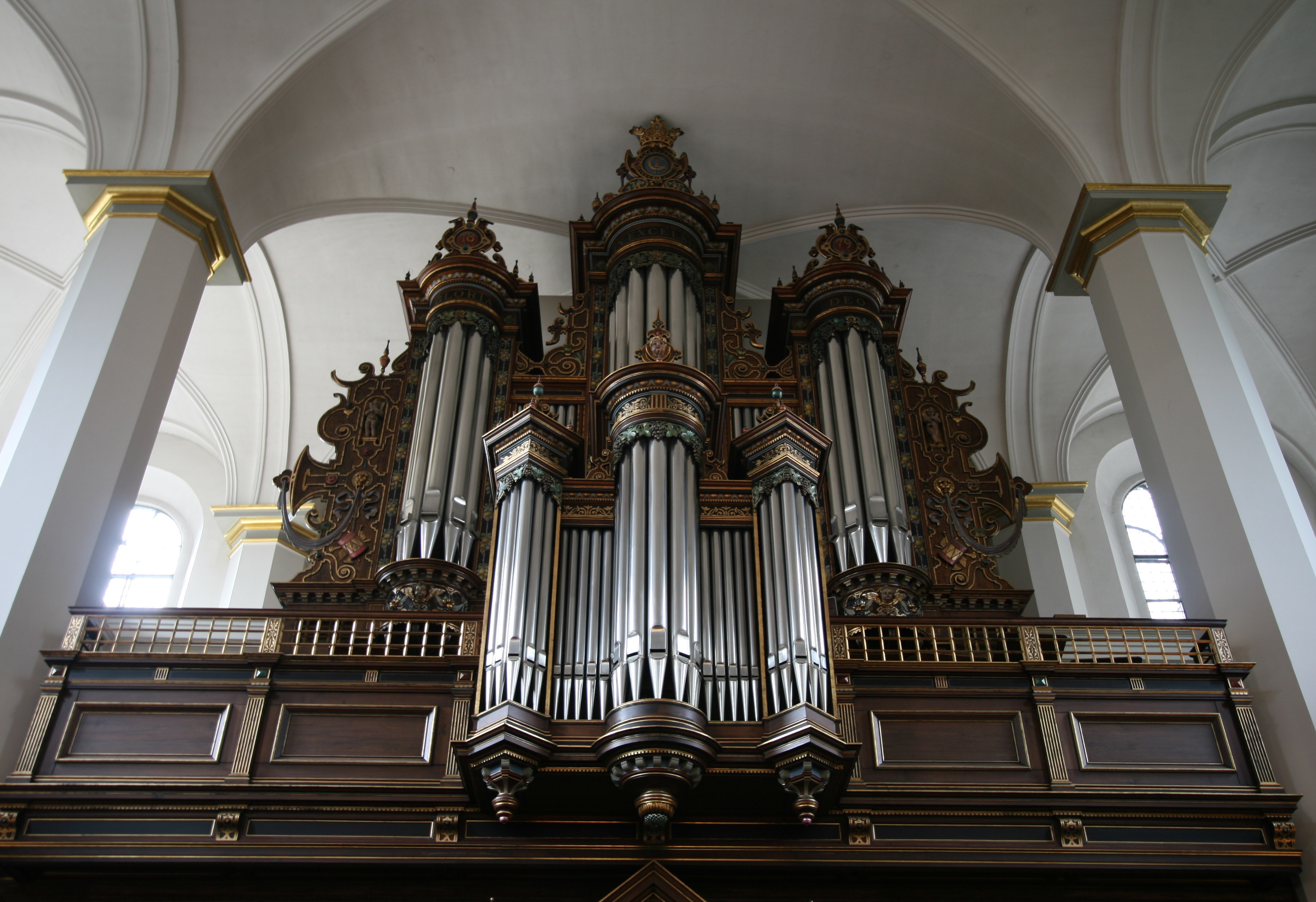
Hauptorgel

1986 restauriert und erweitert Marcussen & Søn die Orgel hinter Storcks Fassade. Sie unterscheidet sich von den meisten großen Orgeln in Kopenhagen dadurch, dass sie nach einem romantischen Klangideal gebaut wurde, während bei den dänischen Orgelbauern das vorromantische Klangideal der Orgelbewegung vorherrscht. Die Orgel hat 75 Register auf vier Manualen und Pedal, und beim Bau wurde viel älteres Pfeifenmaterial verwendet, unter anderem von der Vorgängerorgel, aber auch von anderen abgerissenen Instrumenten. Heute ist das Rückpositiv wieder im Orgelbau präsent, und die Storck-Attrappe wurde mit klingenden Pfeifen rekonstruiert. Die Spieltrakturen sind mechanisch, die Registertrakturen elektrisch. Das Instrument ist mit einer großen elektronischen Setzeranlage ausgestattet.
| I Rückpositiv C– |       |
| Principal        | 8′    |
| Bordun           | 8′    |
| Octav            | 4′    |
| Spidsfløjte      | 4′    |
| Principalfløjte  | 2′    |
| Larigot          | 1 ⁄3′ |
| Sesquialtera II  | 2 ⁄3′ |
| Mixtur IV        |       |
| Cromorne         | 8′    |
| Tremolo          |       |

| II Hauptwerk C– |        |
| Principal       | 16′    |
| Gedakt          | 16′    |
| Principal       | 8′     |
| Salicional      | 8′     |
| Hulfløjte       | 8′     |
| Gedakt          | 8′     |
| Octav           | 4′     |
| Flûte harm.     | 4′     |
| Gedaktfløjte    | 4′     |
| Quint           | 2 ⁄3′  |
| Octav           | 2′     |
| Terz            | 1 3⁄5′ |
| Mixtur V–VII    |        |
| Trompet         | 16′    |
| Trompet         | 8′     |
| Trompet         | 4′     |

| III Schwellpositiv C– |        |
| Quintatøn             | 16′    |
| Principal             | 8′     |
| Fugara                | 8′     |
| Vox Angelica          | 8′     |
| Hulfløjte             | 8′     |
| Wienerfløjte          | 8′     |
| Octav                 | 4′     |
| Tværfløjte            | 4′     |
| Nasat                 | 2 ⁄3′  |
| Fløjte                | 2′     |
| Terz                  | 1 3⁄5′ |
| Superoctav            | 1′     |
| Mixtur IV             |        |
| Dulcian               | 16′    |
| Trompet               | 8′     |
| Krumhorn              | 8′     |
| Skalmeje              | 4′     |
| Tremolo               |        |

| IV Schwellwerk C– |        |
| Bordun            | 16′    |
| Gamba             | 8′     |
| Vox celeste       | 8′     |
| Flûte harm.       | 8′     |
| Rørfløjte         | 8′     |
| Quintatøn         | 8′     |
| Principal         | 4′     |
| Fugara            | 4′     |
| Flûte octaviante  | 4′     |
| Quint             | 2 ⁄3′  |
| Flageolet         | 2′     |
| Terz              | 1 3⁄5′ |
| Mixtur IV–V       |        |
| Fagot             | 16′    |
| Trompette harm.   | 8′     |
| Obo               | 8′     |
| Vox humana        | 8′     |
| Clairon           | 4′     |
| Tremolo           |        |

| Pedal C–  |     |
| Bordun    | 32′ |
| Principal | 16′ |
| Subbas    | 16′ |
| Fløjtebas | 16′ |
| Oktav     | 8′  |
| Fløjte    | 8′  |
| Oktav     | 4′  |
| Fløjte    | 4′  |
| Nathorn   | 2′  |
| Cornet IV |     |
| Mixtur VI |     |
| Bombarde  | 16′ |
| Trompet   | 8′  |
| Clarino   | 4′  |

- Koppeln: I/II, III/II (auch als Suboktavkoppel), IV/II, III/I, I/P, II/P, III/P, IV/P

1998 erwarb die Kirche eine sechsstimmige Chororgel mit Pedal. Das Instrument ist nicht neu, es wurde 1899 von I. Starup gebaut und war bis 1989 in der Smørum Kirke in Gebrauch, als es ersetzt wurde. Ein Privatmann rettete die Orgel vor der Verschrottung und hatte 1998 die großartige Idee, sie in der Heiliggeistkirche aufzustellen, wo sie sich gut in die übrige Ausstattung einfügt, da auch der Prospekt von Storck entworfen wurde. Der Orgelbauer Svend E. Nielsen sorgte für den Umzug und die Renovierung der Orgel, die jetzt auf der Südkanzel über dem Eingang der Vorhalle steht.

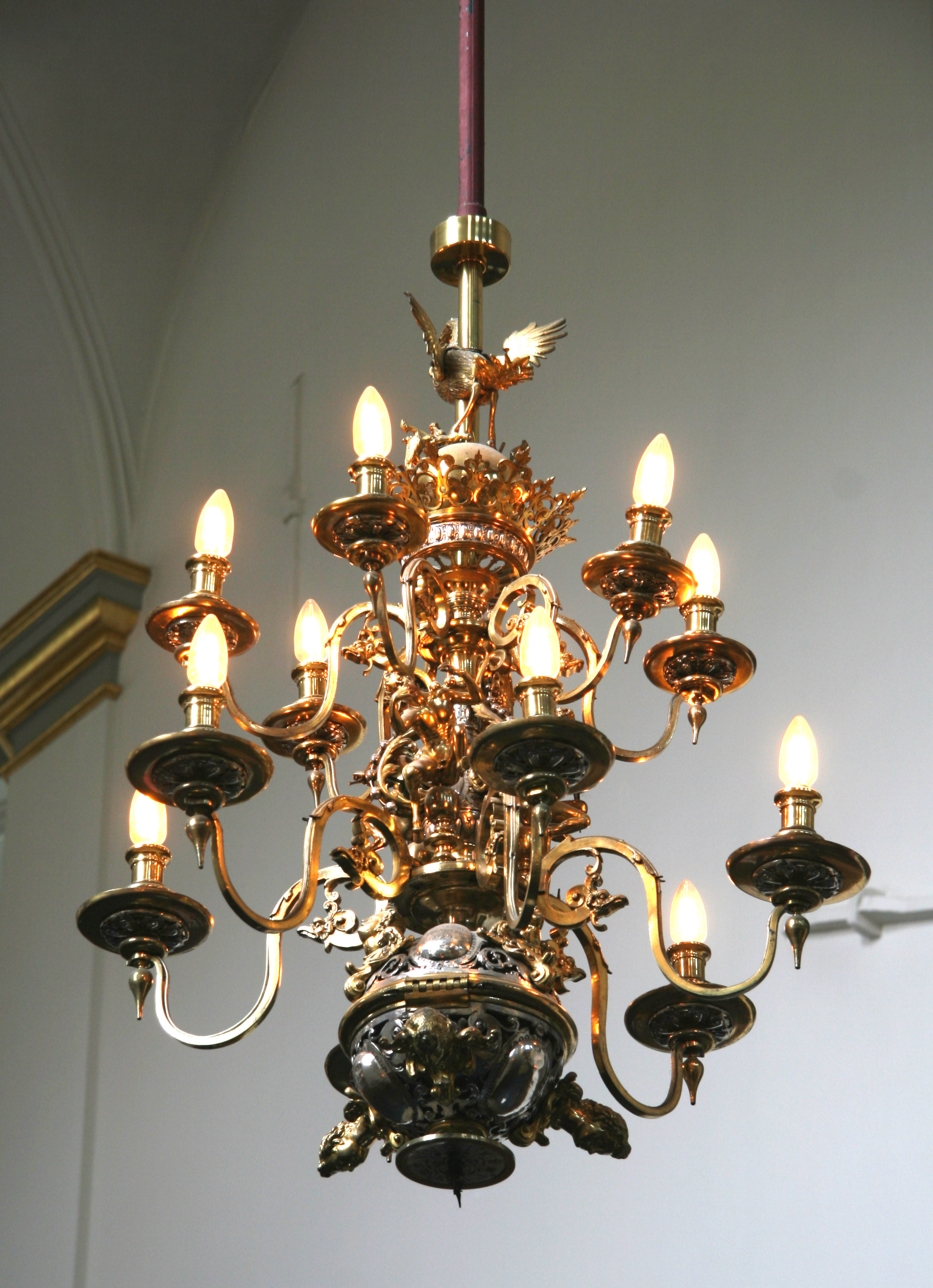
Kronleuchter mit eingebauter Uhr.

### Kronleuchter
Unter den zahlreichen Kronleuchtern der Kirche ist einer besonders erwähnenswert. Er hängt im Chor und ist aus vergoldetem Erz mit Silberbeschlägen. Er hat 12 Arme in zwei Sechserreihen, und die große Kugel enthält ein Uhrwerk mit horizontalem Zifferblatt an der Unterseite der Kugel. Das Uhrwerk schlägt die Viertelstunden und die Stunden. Die Kugel ist verziert mit Puttenköpfen, drei Faunfiguren zwischen den beiden Armschichten, einer Krone über den Armen und einem Pelikan an der Spitze mit drei Jungen, die er mit Blut aus seiner Brust füttert. Das Blut ist mit einem roten Stein in einem Rahmen dargestellt.

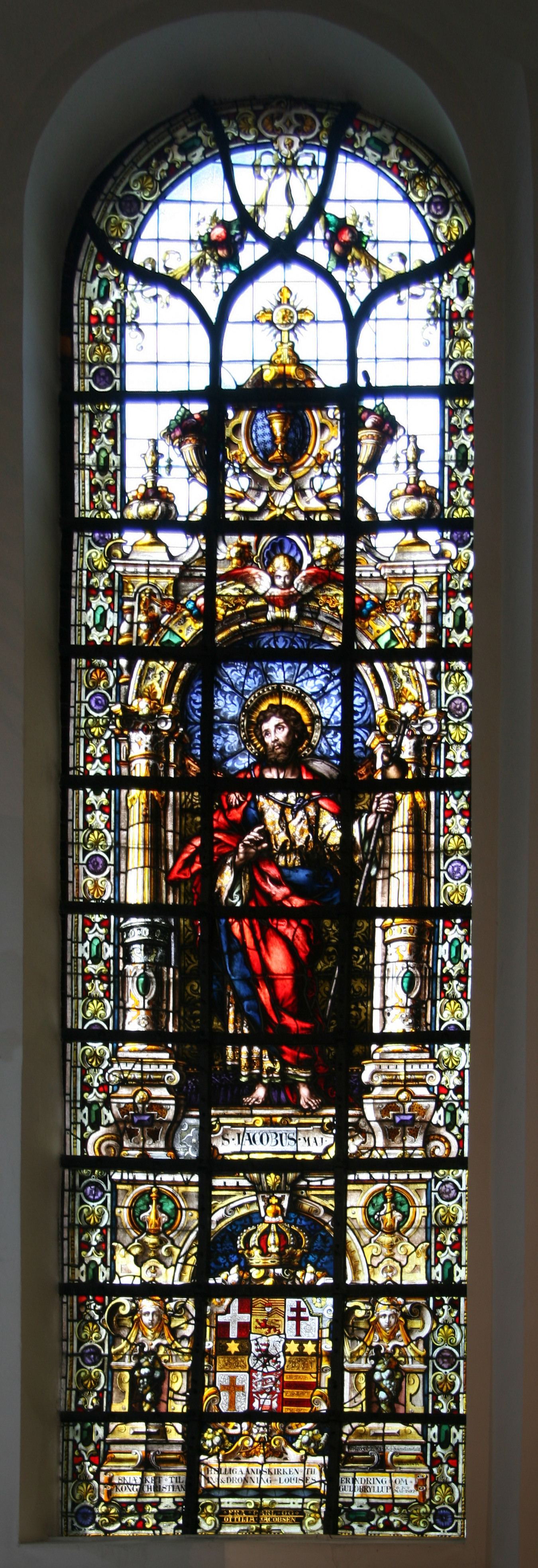
Jakobus den Älteren

Der Kronleuchter stammt aus der Zeit um 1610, wurde aber erst 1750 von dem Bäcker Christian Drevitz der Kirche geschenkt. Wo er vor seiner Schenkung an die Kirche verwendet wurde, ist unbekannt, aber es gibt einige plausible Theorien. Die Silberbeschläge tragen die gleichen Stempel wie der Silberaltar Christians IV. in der Frederiksborg Slotskirke, was nach Untersuchungen von 1958 bedeuten würde, dass der Kronleuchter spätestens aus dem Jahr 1613 stammt, vielleicht aber auch aus der gleichen Zeit wie der Altar von 1606. Wir wissen, dass in der Gebetskammer früher ein Kronleuchter mit Uhrwerk hing, aber die Decke ist so niedrig, dass es sich nicht um diesen Kronleuchter handeln kann. Ein anderer Kronleuchter, der in der Schmuckkammer des Königs in Frederiksborg hing, wird zuletzt in einem Inventar von 1677 mit einer Beschreibung erwähnt, die mit der des Kronleuchters in der Heiliggeistkirche übereinstimmt. In einem Inventar von Rosenborg aus der Zeit Christians V. wird ein Kronleuchter erwähnt, dessen Beschreibung mit der in der Kirche übereinstimmt. Nach kirchlicher Überlieferung stammte der Kronleuchter aus dem Kopenhagener Schloss, was bedeuten könnte, dass er beim Bau des ersten Schlosses Christiansborg durch Christian VI. in den 1730–40er Jahren heimatlos wurde. Es ist daher möglich, dass der Leuchter zwischen drei königlichen Schlössern hin und her wanderte, bevor er seinen Platz in der Heiliggeistkirche fand.

### Gemälde und Fenster
An der Nordwand des Chores hängt ein Gemälde von Adam Müller aus dem Jahr 1837, das Martin Luther in Worms zeigt. Es wurde vom Kunstverein gestiftet und hing bisher im Chor. An der Westwand unter dem Orgelspieltisch hängt die Verkündigung Mariens von Joakim Skovgaard aus dem Jahr 1897, ein Geschenk des Kirchenpflegers Georg Bestle.
In den Jahren 1892–1894 wurden die vier Chorfenster mit Glasmalereien versehen. Das nordöstliche Fenster zeigt den Apostel Johannes. Das Bild wurde von Georg Bestle und seiner Frau zum Gedenken an die Goldene Hochzeit von Christian IX. und Königin Louise im Jahre 1892 gestiftet. Zum gleichen Anlass wurde das Gemälde im südöstlichen Fenster von Carl Jacobsen gestiftet. Es zeigt Jakobus den Älteren. Anlässlich der Silberhochzeit von Friedrich VIII. und Kronprinzessin Louise im Jahr 1894 stiftete Jacobsen auch das Gemälde Maria Magdalena im Südfenster. Im selben Jahr wurde im Mittelfenster des Chors ein Glasgemälde von August Duvier nach einem Entwurf des Malers Christen Nielsen Overgaard eingebaut. Der Entwurf von Overgaard, der die Himmelspforte darstellte, scheint jedoch verloren gegangen zu sein, da das Fenster heute aus klarem Glas besteht.
Vier kleine ovale Glasfenster aus dem 18. Jahrhundert, die Szenen aus dem Leben Jesu darstellen, wurden dem Nationalmuseum überlassen.

### Turmuhr, Glocken und Glockenspiel

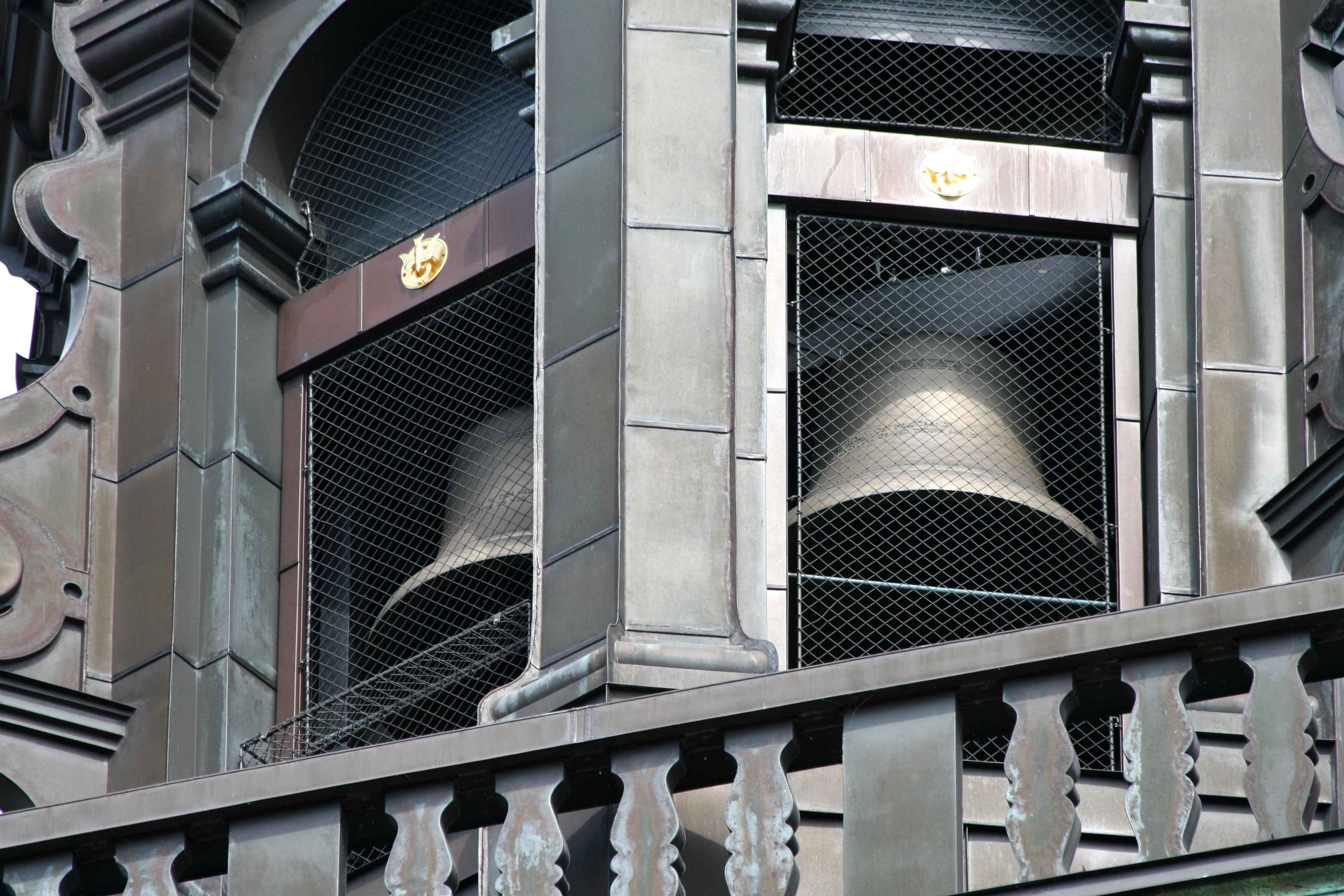
Einige der Glocken des neuen Glockenspiels.

Bereits 1562 wird die Turmuhr der Heiliggeistkirche erwähnt und 1651 wird in der Zunftordnung der Kaufleute und Hausierer festgelegt, dass sie sich nach der Uhr der Heiliggeistkirche zu richten haben. Nach einem Brand wurde 1734 ein neues Uhrwerk von Peter Matthiesen eingebaut. Die Zifferblätter wurden vergoldet und Ernst Didrich lieferte vier Kupferzeiger, einen für jedes Zifferblatt (Minutenzeiger wurden nicht verwendet). 1747 wurde das Uhrwerk mit einem Zifferblatt an der Nordwand des Chores verbunden, das auch die Mondphasen anzeigte. Bei der Renovierung von 1846 scheint es entfernt worden zu sein.
Das Inventar von 1727 erwähnt zwei Glocken im Turm aus den Jahren 1589 und 1640 sowie zwei kleinere Glocken im Dachreiter, die alle verloren gegangen sind. Nach dem Brand wurden 1732–1733 vier Glocken angeschafft, die 1931 unter Beibehaltung der ursprünglichen Inschriften neu gegossen wurden. Diese Glocken hängen noch heute im Turm.
Das erste Glockenspiel wurde 1647–1649 angeschafft und bestand aus 19 von Henrik Vestrinck gegossenen Glocken. Es spielte jede halbe Stunde eine Hymne und wurde oft bei Beerdigungen verwendet. Im Jahre 1718 wurde es von Johan Mercki so umgebaut, dass es Doppelschläge spielen konnte; es ging beim Brand von 1728 verloren. Während die Kirche brannte, spielte sie die Hymne „Wende deinen Zorn ab, Herr, Gott der Barmherzigkeit“, die sie auch bei der Einweihung gespielt hatte.
Erst 1947 erhielt die Kirche wieder ein Glockenspiel. Es wurde von der Jydsk Jernstøberi og Maskinfabrik hergestellt und bestand aus 41 Glocken. Es wurde am 28. November mit der gleichen Hymne wie sein Vorgänger eingeweiht. Im Januar 2003 wurde ein neues Glockenspiel mit 49 Glocken eingeweiht und das alte Glockenspiel dem Dänischen Glockenmuseum übergeben. Das neue Glockenspiel wurde von der niederländischen Firma Koninklijke Eijsbouts hergestellt.

## Grabsteine

### Friedhof
Mit der Umwandlung in eine Pfarrkirche wurde auch ein Friedhof nötig, der zunächst südlich der Kirche bis zum Fisketorvet (heute Strøget) angelegt wurde. Christian IV. schenkte der Kirche 1607 den Kräutergarten des Klosters, und der Friedhof wurde auf der Nordseite so weit ausgedehnt, dass nach dem Brand von 1728 bei der Anlage der Kokkegade (heute Valkendorfsgade) ein Teil weggeschnitten wurde.
Im 18. Jahrhundert hatten die verschiedenen Teile des Friedhofs unterschiedliche Namen und einen unterschiedlichen Status. Der westliche Friedhof lag zwischen der Helligåndskirken und der westlichen Stadtmauer. Der südliche Friedhof lag zwischen der Kirche und dem Strøget. Der Winkel zwischen dem Chor und den Gebäuden in der südöstlichen Ecke des Geländes, der anscheinend schon immer dort gewesen war, wurde sprøjtehuskirkegården (deutsch: Spritzenhausfriedhof) genannt. Der östliche Friedhof war der Streifen vom Chorgiebel entlang der Lille Helliggeiststræde (heute Niels Hemmingsensgade) bis zur Valkendorfgade. Der nördliche Friedhof schließlich umfasste den alten Kräutergarten und das Gebiet nördlich davon, das ab 1710 als südlicher und nördlicher Teil bezeichnet wurde. Der östliche Friedhof war für Armenbegräbnisse reserviert, der Spritzenhausfriedhof und der nördliche Teil des Kräutergartens für „ehrenwerte Bürger“.
Der Friedhof wurde 1851 geschlossen, als es verboten wurde, innerhalb der Stadtmauern zu begraben, und das Gelände war außer während der Gottesdienste für die Öffentlichkeit gesperrt, bis er 1895 zu einer öffentlichen Einrichtung wurde, die er bis heute ist.

### Kirche

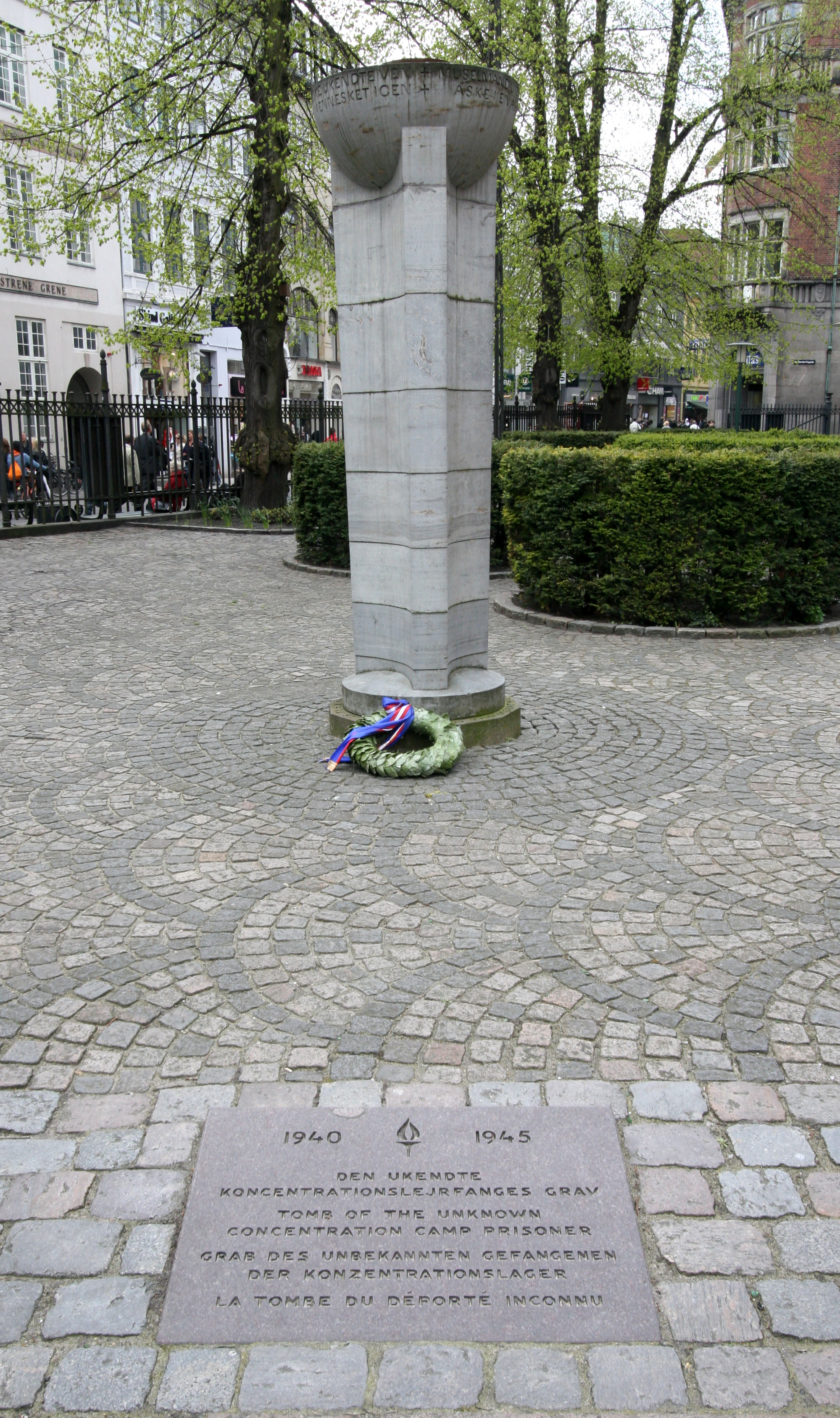
Das unbekannte Grab eines KZ-Häftlings

Vom einstigen Reichtum an Grabsteinen und Epitaphien ist in der Helligåndskirken nicht mehr viel übrig geblieben. Im Altarraum selbst ist nichts mehr erhalten, im Heilig-Geist-Haus findet man eine Handvoll Epitaphien an den Wänden und einige Grabsteine im Boden. Im alten Kräutergarten, dem mit dem alten schmiedeeisernen Zaun, der vor dem Wiederaufbau des Valkendorfer Kirchturms am Kirchturm stand, eingefriedeten Areal entlang der Nordwand der Kirche zwischen Griffenfeld Kapelle und Heilig-Geist-Haus, befinden sich ein Dutzend Grabsteine und einige kleinere Epitaphien, teils im Boden, teils an den Wänden der Kirche und des Heilig-Geist-Hauses.
Dank Peder Hansen Resen wissen wir ein wenig darüber, wie die Kirche vor dem Brand aussah. In seinem Atlas Danicus gibt es Zeichnungen von einigen Epitaphien, und in Inscriptiones Hafnienses sind Inschriften von einigen der Grabsteine zu finden. Dort ist zu lesen, dass der älteste Stein, den Resen kopierte, über Peder Villadsen (in der Transkription Per Willatzen geschrieben), dem Bürgermeister von Kopenhagen, stand. Resen transkribierte das Todesjahr als M.D.XXXV (1535), aber spätere Historiker glauben, dass Resen es falsch gelesen haben muss und dass das Todesjahr 1539 sein muss. Der Text ist in dänischer Sprache verfasst, nicht in Latein, wie es in der katholischen Zeit üblich war. Er endet nicht mit einem Schriftzug, wie es früher üblich war, sondern mit dem Sprichwort von Villadsen: „Den som vel lefver hand ikke ilde døer“. Die Reformation hatte sich bereits auf die Sitten und Gebräuche ausgewirkt.
Im Kirchenraum erinnern nur zwei Tafeln mit den Namen von insgesamt neun Würdenträgern, die zwischen 1544 und 1697 verstorben sind, an die zahlreichen Bestattungen unter dem Fußboden. Sie hängen auf beiden Seiten des Eingangs in der Vorhalle. Zu den Denkmälern gehört auch eine Gedenktafel für Ejnar Asbo, den Chorleiter der Kirche, der 1944 „als Opfer der dänischen Sache“ starb. Sie ist an der Westwand des südlichen Seitenschiffs angebracht. Ein weiteres Denkmal aus der Besatzungszeit befindet sich auf dem Platz südlich der Kirche: das Grab des unbekannten KZ-Häftlings. Der Sockel stammt von Kaare Klint, die Inschrift von Halfdan Rasmussen. Darunter liegt die Asche von zwei unbekannten KZ-Häftlingen. Die Einweihung fand 1950 statt.

### Heilig-Geist-Haus

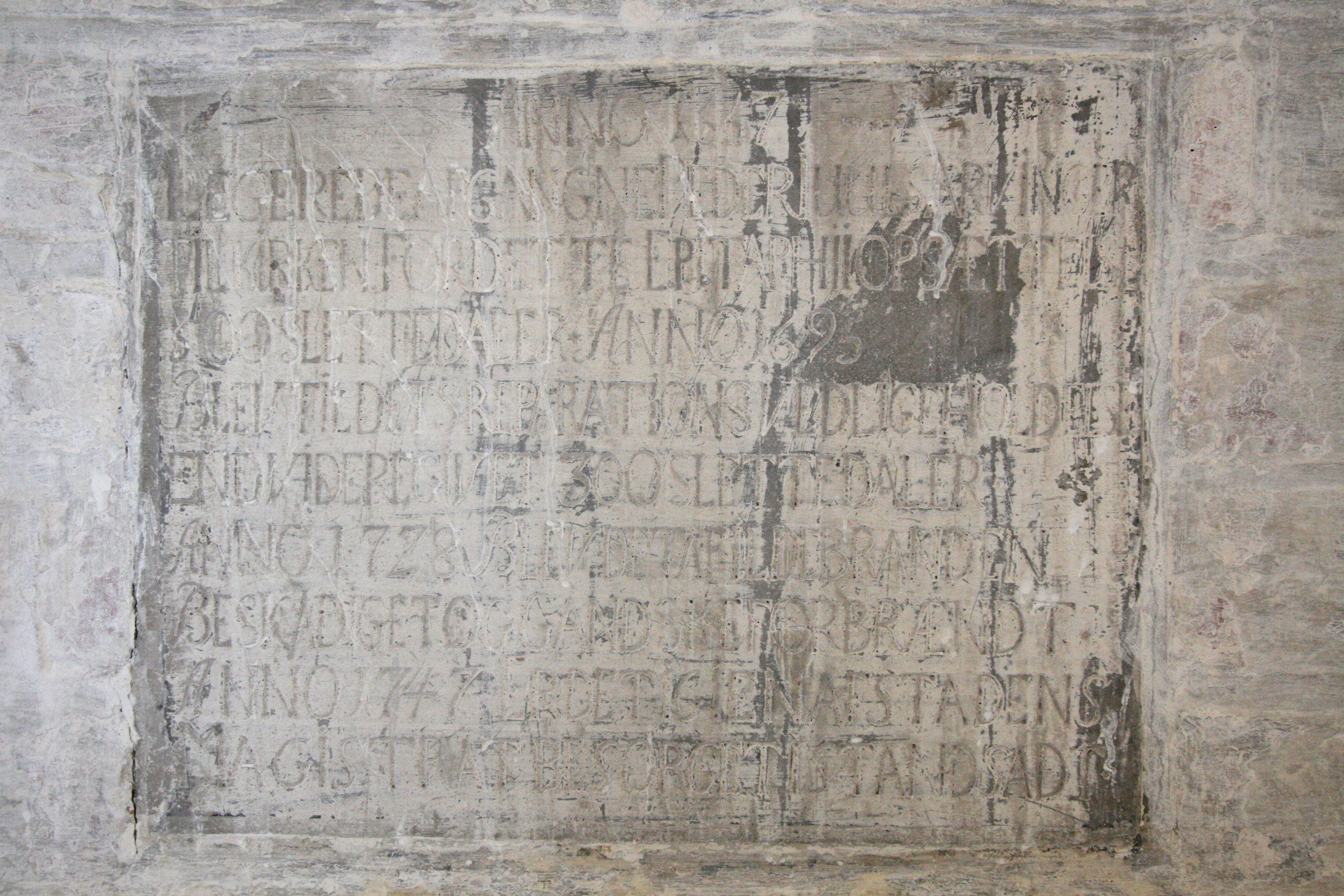
Peder Juuls wieder entdeckte Grabinschrift

Im Heilig-Geist-Haus befinden sich heute sechs Epitaphien an den Wänden und sieben Grabsteine auf dem Boden sowie zwei kleinere Steinplatten in den Fensternischen unter den beiden südlichsten Fenstern, die bei der Reinigung des alten Putzes im April/Mai 2008 freigelegt wurden. Die Platte in der östlichen Wandnische ist ein Epitaph für Eggert Rasmussen, dessen Grab Nr. 15 sich unter der Steinplatte befindet. In der westlichen Wandnische befindet sich die Inschriftenplatte des Epitaphs für Peder Juul, das vor dem Fenster hing. Die Tafel ist in Danmarks Kirker beschrieben.
Danmarks Kirker beschreibt 13 Epitaphe, von denen drei draußen im Kräutergarten und die anderen im Heilig-Geist-Haus stehen. Drei Epitaphe sind heute verloren. Von den verbleibenden Epitaphien stammt das älteste aus dem Jahr 1779 und ist Agnete Lunding gewidmet. Die anderen stammen ebenfalls aus der zweiten Hälfte des 18. Jahrhunderts, mit Ausnahme eines Epitaphs von 1896, das dem Richter Christian Hee-Wadum und seiner Frau Margrethe Lange gewidmet ist, die ihr Vermögen einer Stiftung für die Ausbildung junger Seekrieger vermachten. Es befindet sich in der Marineoffiziersschule.

Das Nationalmuseum verzeichnet auch sieben Grabsteine in der Kapelle, die damals nicht zugänglich waren, da sie unter einem Bretterboden von 1918 lagen. Storck hat sie jedoch auf einem Plan des Hauses von 1882 eingezeichnet, wo sie sich in dem System von vier Grabreihen in Nord-Süd-Richtung befinden, in das die Kapelle unterteilt war. Heute ist der Dielenboden durch einen Fliesenboden ersetzt, und zwischen den Säulen entlang der Mittelachse des Raumes befinden sich sieben große Grabsteine. Die Identifizierung der Steine durch das Nationalmuseum stimmt mit sechs der Steine überein, die heute auf dem Boden liegen, aber der letzte Stein, von dem man annimmt, dass er für Eggert Rasmussen bestimmt war, trägt heute die Inschrift „HER UNDER HVILER ERLIGER OC VELACHT MAND HEINDRICH MOTTOL MED SIN KIERE HUSTRU IEHANNE TERKELS DATTER OC TILHØRRER DENNE STEN OC BEGRAVELSE STED ERLIG OG VELACHT MAND IØRGEN BIRMAN BORGER OC KOBERSCHMID HER UDI KØBENHAVEN MED SIN KIERE HUSTRU MARIA WOGENERS SAMBT DERIS BØRN OC ARFVINGER. ANNO 1669“. Wenn man der Jahreszahl Glauben schenken darf, ist dieser Stein mit Abstand der älteste der sechs mit Inschriften versehenen Steine. Die anderen stammen aus der Zeit zwischen 1757 und 1786.

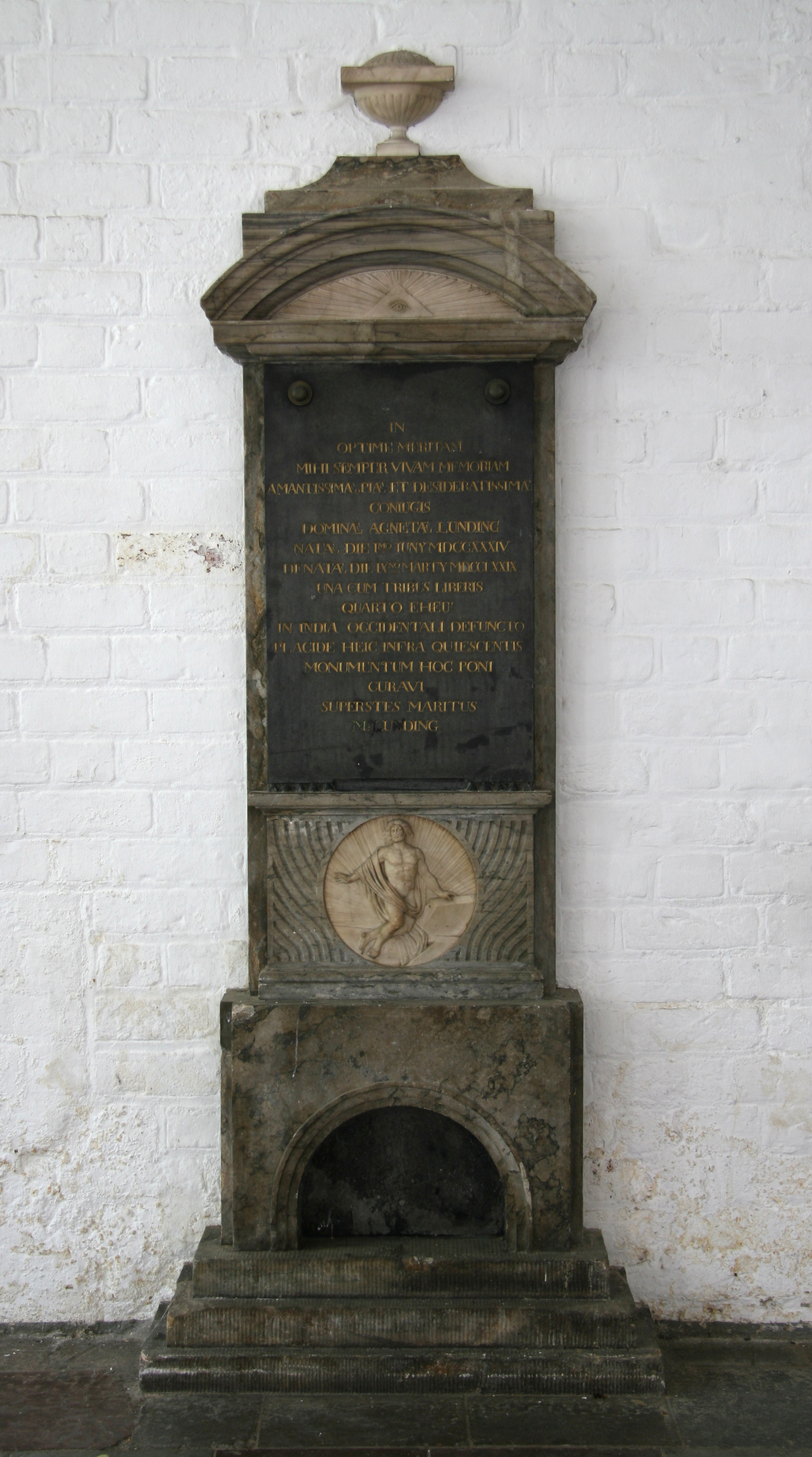
Agnete Lundings Grabinschrift aus dem Jahr 1779
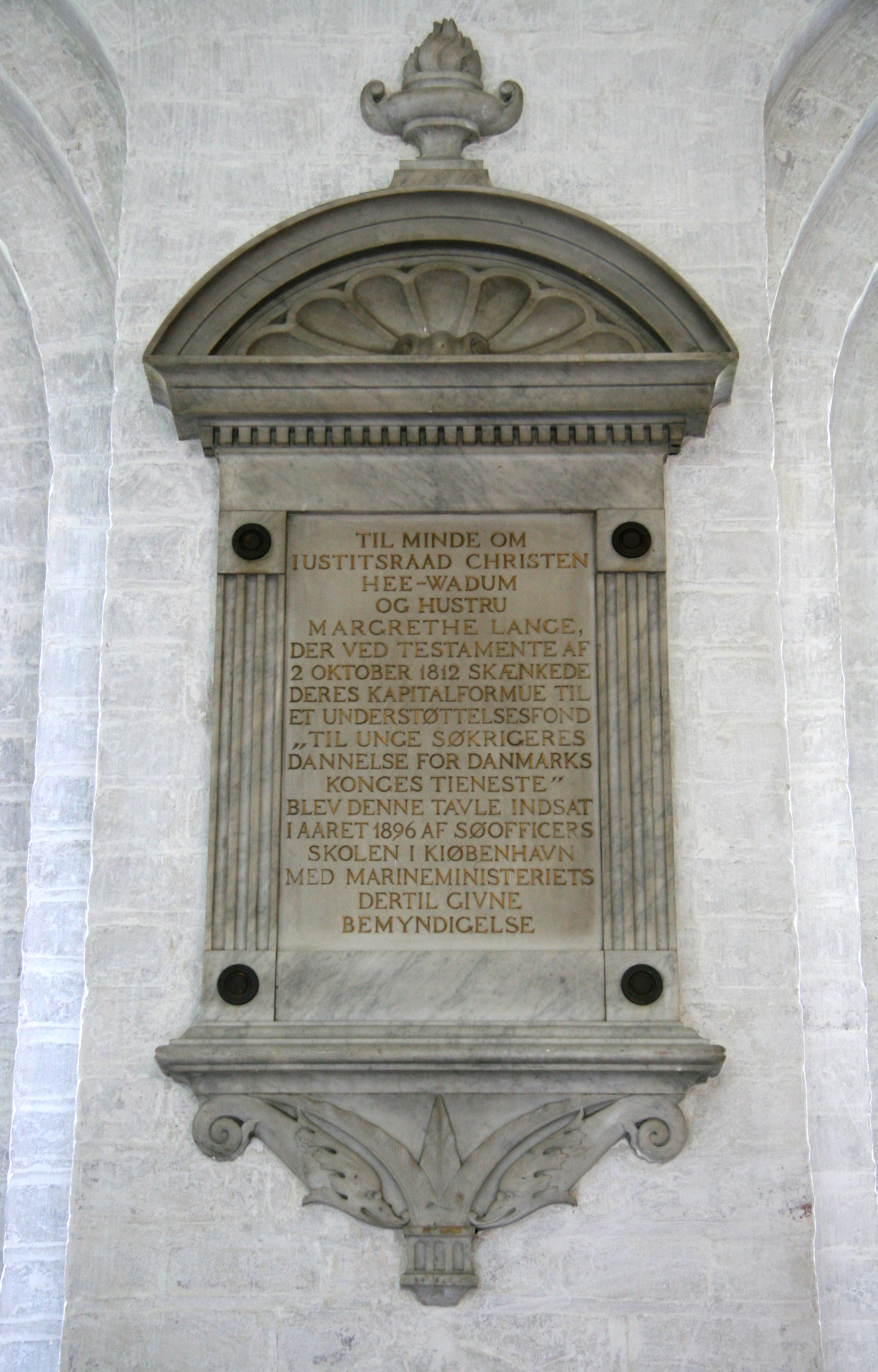
Epitaph von Christian Hee-Wadum aus dem Jahr 1896
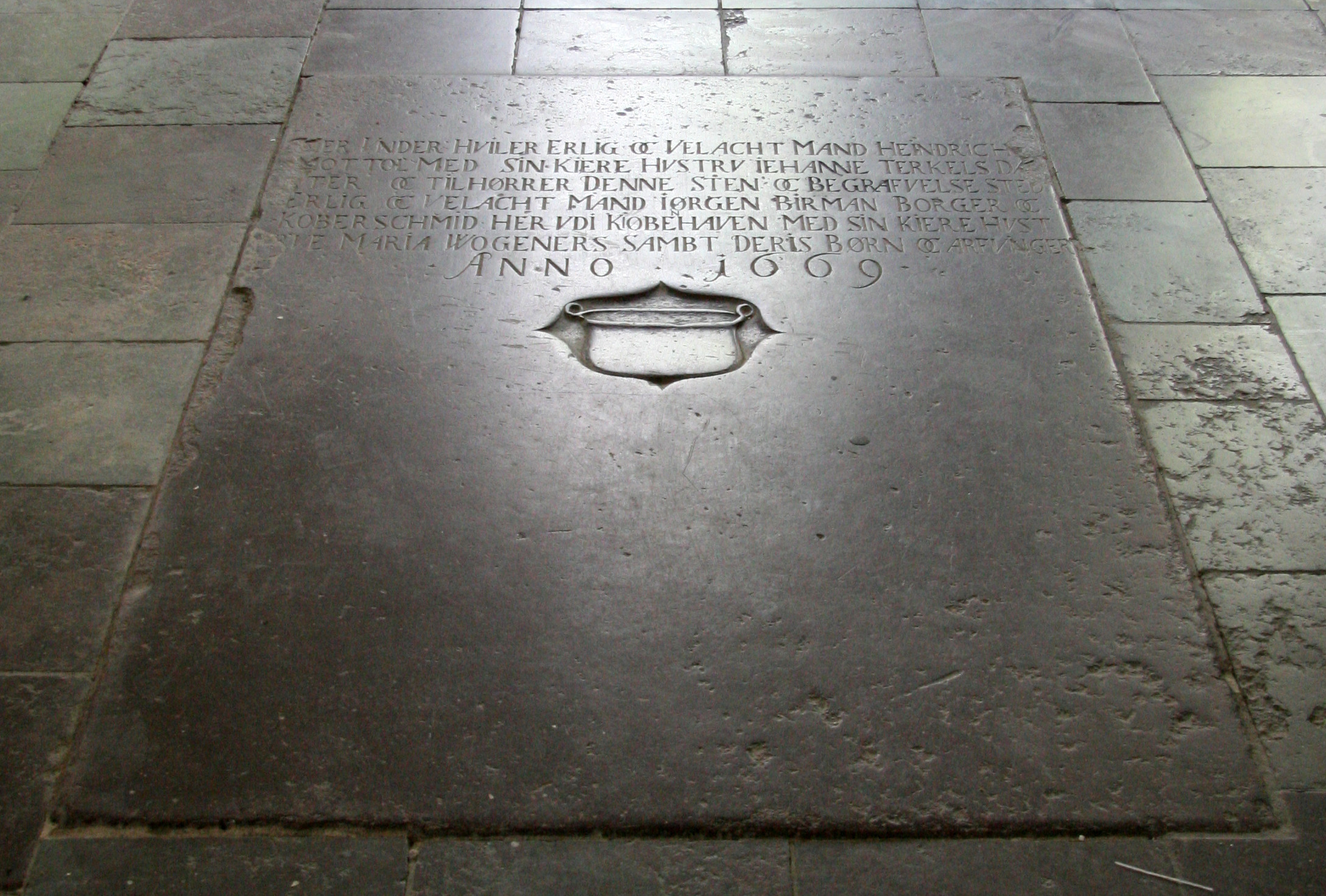
Grabstein von Heindrich Mottel aus dem Jahr 1669
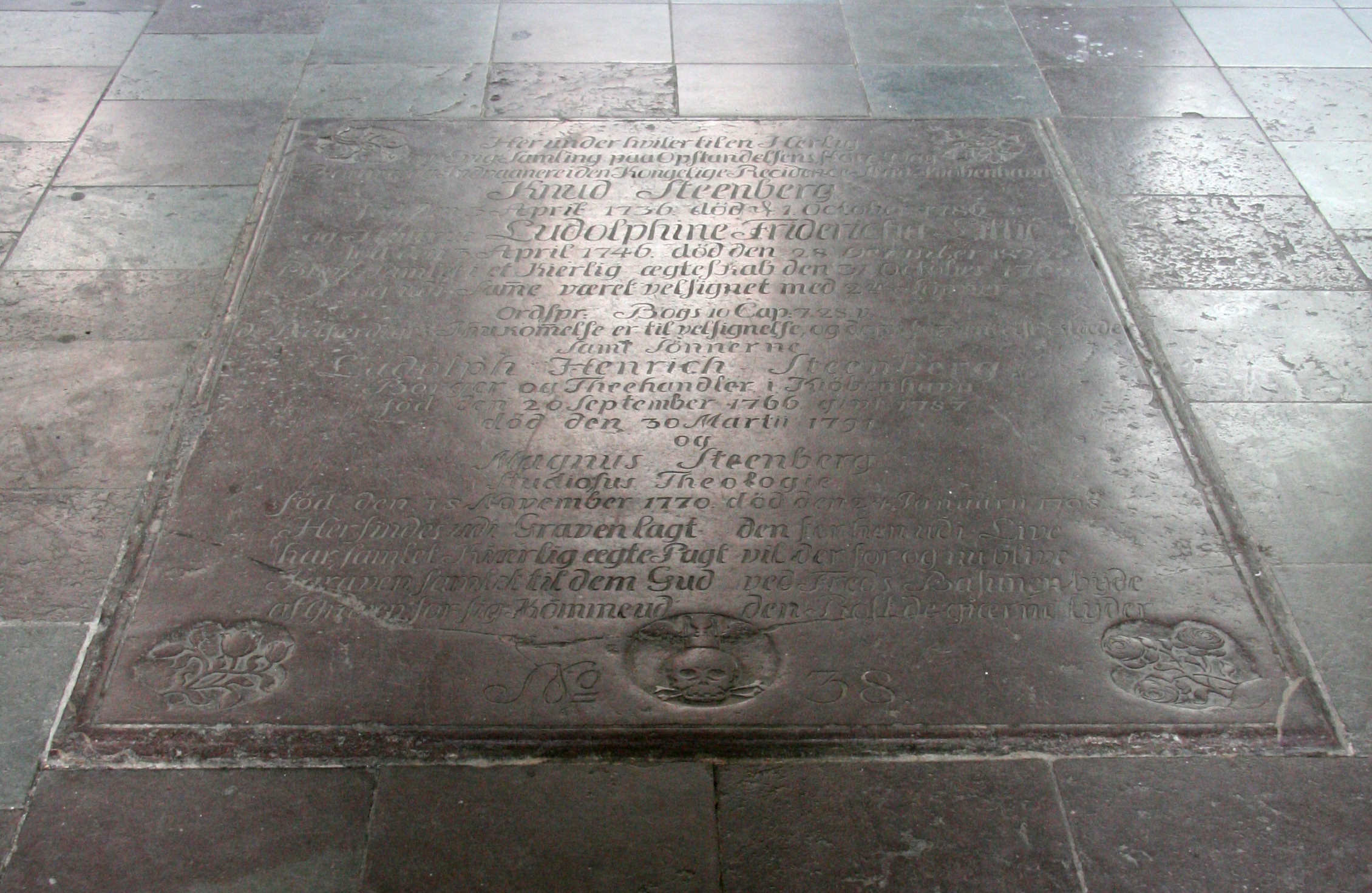
Grabstein von Knud Steenberg aus dem Jahr 1786

### Kräutergarten
In der Einfriedung entlang der Nordwand der Kirche befinden sich die restlichen 27 Grabsteine, die von den dänischen Kirchen beschrieben wurden, aber einige sind so verwittert, dass sie nicht mehr identifiziert werden können. Der älteste Stein, der nicht durch seinen Zustand, sondern durch seinen Standort identifiziert werden kann, wurde 1758 über dem Bürger und Schuster Hans Federsen und seiner Frau aufgestellt.

Der jüngste Stein stammt aus dem Jahr 1865 und erinnert an Johan Gabriel Linde, den Enkel von Arved Christian Linde, dessen Stein aus dem Jahr 1762 ebenfalls in der Kirchenmauer steht. Die Familie Linde ist durch sechs Mitglieder vertreten. Die beiden ältesten Epitaphien aus den Jahren 1590 und 1602 sind in die Ostwand der Heiliggeistkirche eingemauert, das dritte, von dem nur noch die Inschriftentafel erhalten ist, befindet sich zwischen den Grabsteinen an der Nordwand der Kirche.

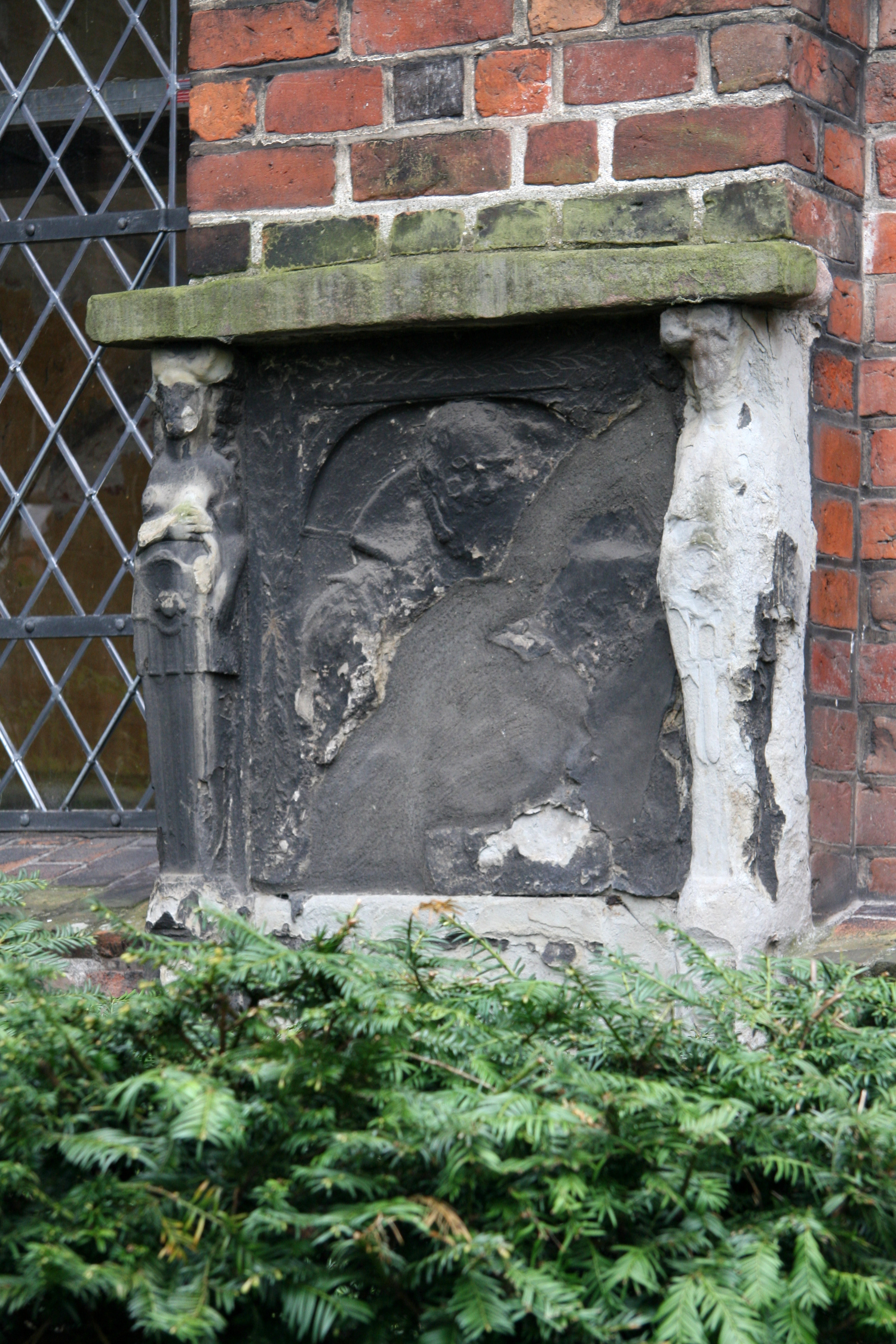
Das älteste erhaltene Epitaph, wahrscheinlich von Heindrich Potthof van Felen (ca. 1580).
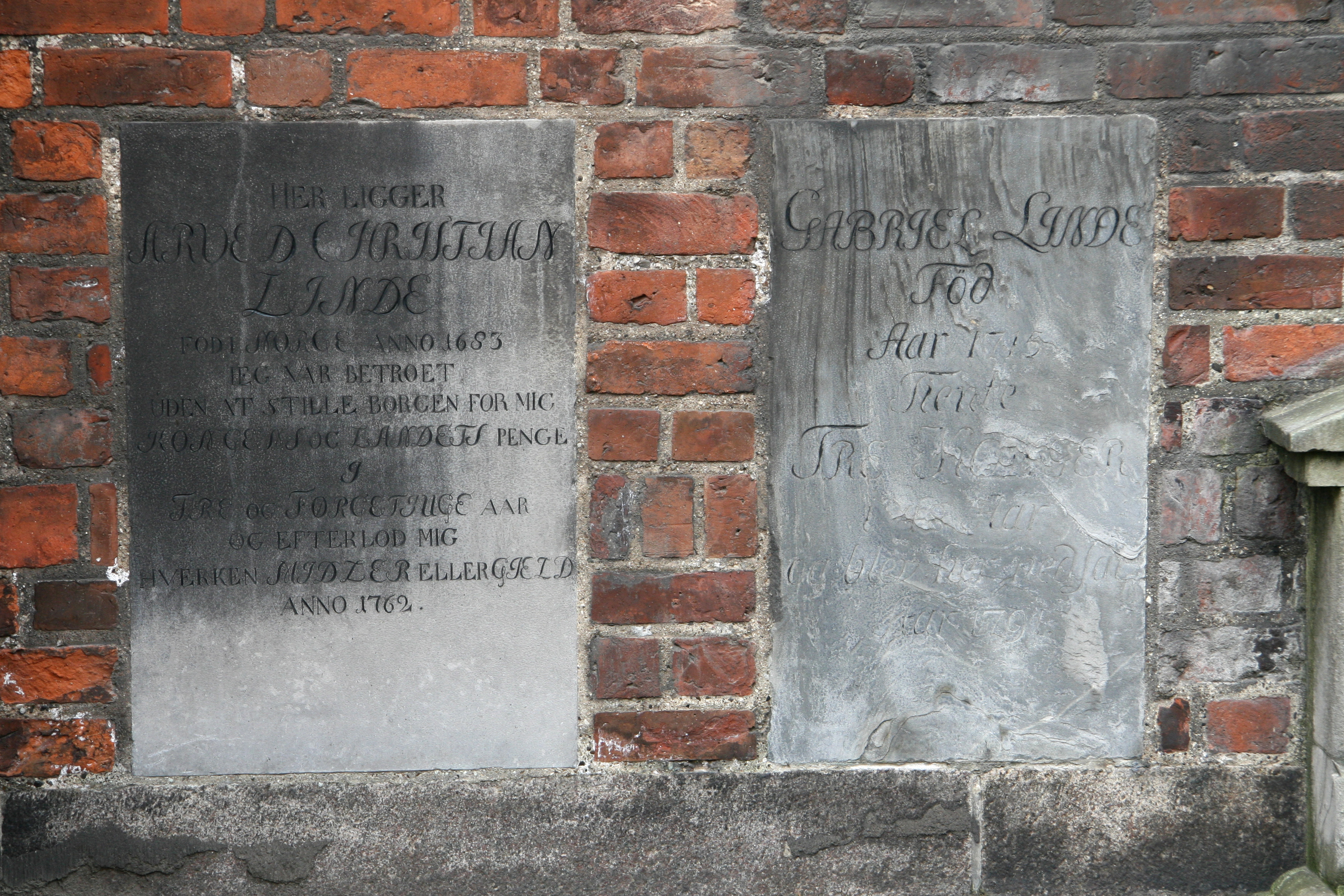
Grabstein von Arvid Christian Linde (1762) und Gabriel Linde (1791).
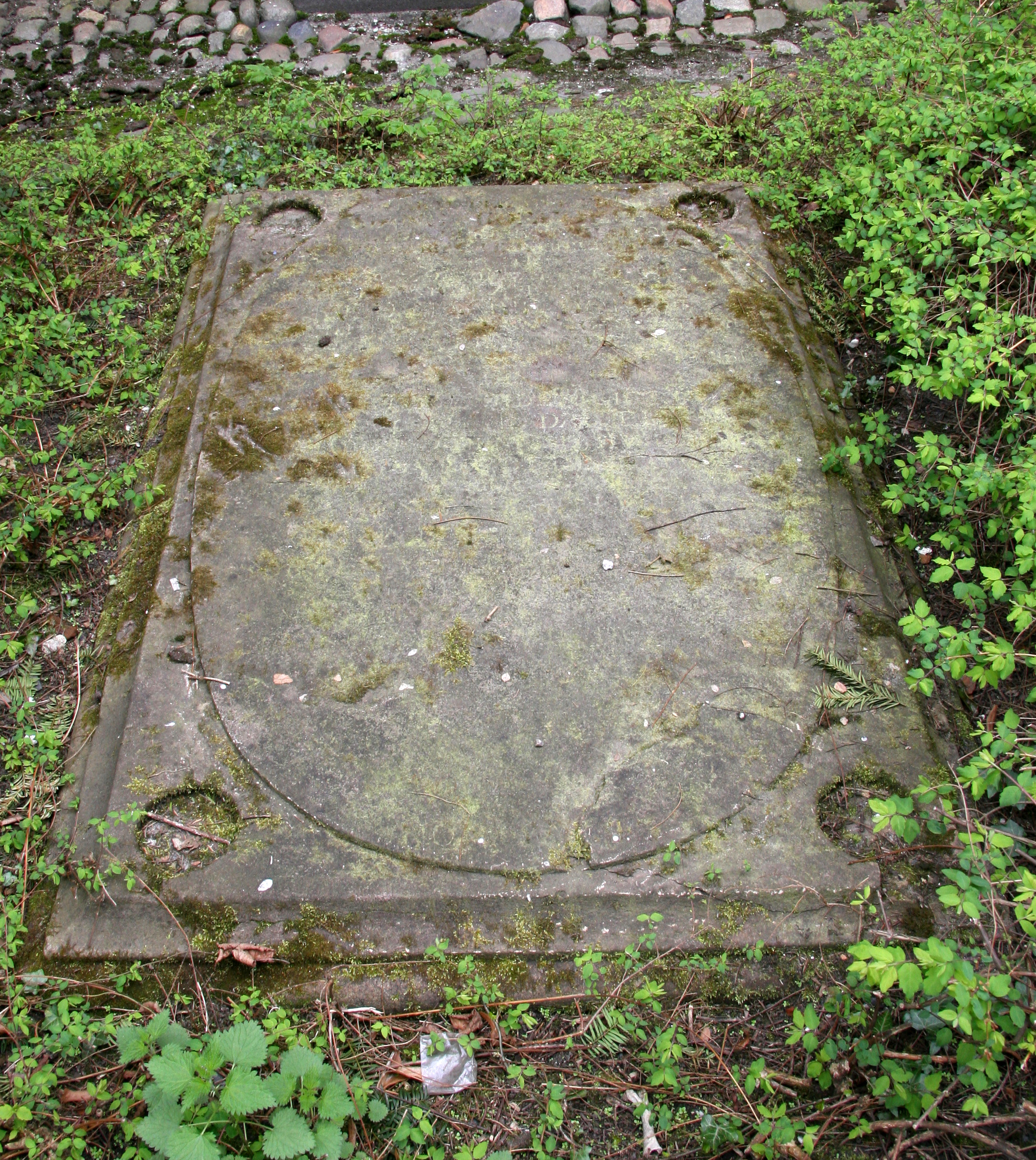
Grabstein von Hans Kofoed (1795).
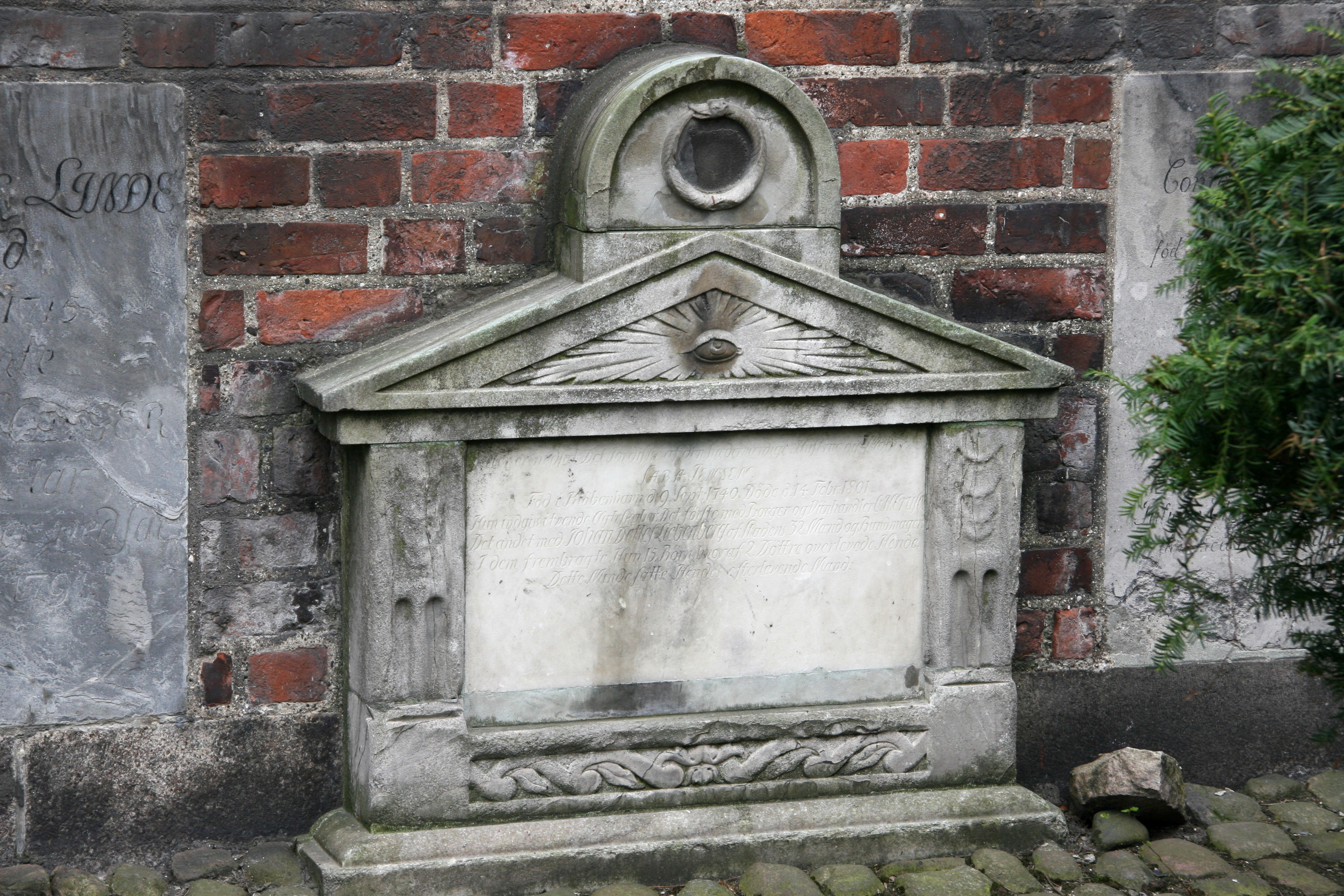
Grabstein von Sara Jensen Liebenberg (1801).